# Madagascar
Madagascar (en malgache: Madagasikara; en francés: Madagascar), oficialmente República de Madagascar (en malgache: Repoblikan'i Madagasikara; en francés: République de Madagascar), es un país insular situado en el océano Índico, frente a la costa sureste del continente africano, al este de Mozambique. La nación está comprendida por la isla homónima, la más grande de África y  la cuarta más grande del mundo, y por pequeñas y numerosas islas periféricas. Está separada del continente por el canal de Mozambique. A pesar de su cercanía actual al continente africano, Madagascar formaba parte en su origen del subcontinente indio, del cual se separó hace unos 88 millones de años. Por ello, su aislamiento ha favorecido la conservación en su territorio de multitud de especies únicas en el mundo, la mayoría de ellas endémicas de la isla. Las más notables son los lémures (un infraorden de primates), el fosa carnívoro, cinco familias endémicas de aves y seis especies endémicas de baobabs.
El gentilicio de Madagascar es malgache y el idioma nacional es el malgache, su segundo idioma es el francés. La mayoría de sus habitantes tiene creencias tradicionales, son cristianos, o una amalgama de ambos. Madagascar pertenece al grupo de los países menos desarrollados, según las Naciones Unidas. El ecoturismo y la agricultura, junto con mayores inversiones en educación, salud y empresa privada, son elementos clave de la estrategia de desarrollo de Madagascar. Sin embargo, estos beneficios no se distribuyeron uniformemente en toda la población, produciendo tensiones sobre el creciente costo de vida y la disminución del nivel de vida entre los pobres y algunos segmentos de la clase media. En 2017, la crisis política y económica 2009-2013 ha debilitado la economía y la calidad de vida sigue siendo baja para la mayoría de la población.
En cuanto al nombre malgache, con el que se denomina a sus habitantes, el término proviene del francés, tomado de Malagasy, que era el nombre que se daban los habitantes originales de la isla.

## Toponimia
A lo largo de los siglos, los pueblos que han visitado la isla de Madagascar la han bautizado con nombres muy diversos: Los navegantes utilizaron los nombres Menouthias (en la Geografía de Ptolomeo, pero no es seguro que se refiera a esta isla), Phébol, Qanbalû (por los árabes), Bukini (en suajili), Wakwak (para ciertos pueblos malgaches), Cerné, Malichu o Madeigester, aunque no siempre es seguro que todos estos nombres se refieran a la misma isla.
El nombre árabe de Madagascar es "Ķ(u)mr'" (homónimo de una montaña africana, quizás el Kilimanjaro, y no de la luna - qamar - como se afirma a menudo), que pudo referirse a todas las islas situadas bajo la nube de Magallanes antes de reservarse finalmente para las islas Comoras ("Jouzour al qomr") . Los portugueses, por su parte, la bautizaron brevemente con el nombre de São Lourenço (San Lorenzo).
El término "Madagascar" es de origen europeo y parece ser una transliteración del árabe بالإيطالية, o malay-jazayra, "isla malaya" (los árabes se dieron cuenta del parentesco lingüístico entre el malgache y el malayo, con el que comerciaban). La palabra también se ha traducido al latín como malai insula, abreviada a malains[h]u y luego Malichu, forma que aparece en algunos mapas renacentistas. Algunas fuentes sugieren que ésta es también la etimología de Ķ(u)mr', que podría estar relacionado con el jemer (aunque jemer y malayo son pueblos muy distintos)
En lengua malgache, la isla de Madagascar se llama Madagasikara (pronunciación malgache: [madaɡasʲˈkʲarə̥]) y sus habitantes se denominan Malagasy en inglés (malgaches), según una pesquisa del periódico científico The Conversation, mientras que en la revista National Geographic se escribe que Malagasy no se refiere a todos los habitantes de Madagascar, sino que solamente a uno de los grupos étnicos viviendo en la isla y que se debe usar Madagascan para referirse a todos los habitantes de Madagascar. El origen del nombre es incierto, y es probable que sea extranjero, al haber sido propagado en la Edad Media por europeos. Si este es el caso, se desconoce cuándo adoptaron el nombre los habitantes de la isla. La población local no parece haber utilizado ningún nombre en malgache anterior a Madagasikara para referirse a la isla, aunque algunas comunidades tenían su propio nombre para una parte o la totalidad del territorio que habitaban.
Otra hipótesis es que Madagascar es una transliteración corrupta de Mogadiscio, capital de Somalia e importante puerto medieval del océano Índico. Esto se habría debido a que el explorador veneciano del siglo XIII Marco Polo habría confundido ambos lugares en sus memorias, en las que menciona la tierra de Madageiscar al sur de Socotra. Los europeos habrían popularizado este nombre en los mapas renacentistas.
El nombre de Malagasikara, o Madagascar, también está atestiguado históricamente. Un periódico estatal británico de 1699 registra la llegada de ochenta a noventa pasajeros de "Malagaskar" a la ciudad de Nueva York. Una edición de 1882 del periódico británico The Graphic se refiere a "Madagascar" como el nombre de la isla, afirmando que etimológicamente es una palabra de origen malayo, y puede estar relacionada con el nombre de Malaca. En 1891, Saleh bin Osman, un viajero de Zanzíbar, se refiere a la isla como "Malagaskar" al relatar sus viajes, incluso como parte de la Expedición de Socorro de Emin Pasha. En 1905, Charles Basset escribió en su tesis doctoral que Malagasikara era la forma en que se referían a la isla sus nativos, quienes recalcaban que eran Malagasy, y no Madagasy.

## Historia
El primer asentamiento humano data probablemente del siglo IV o poco antes. En cualquier caso, no hay pruebas de presencia humana antes del siglo I de la era común. Pese a que la distancia entre Madagascar y el punto más cercano de África es de 416 km (cerca de Lumbo, en Mozambique) y que la distancia al punto más cercano de Indonesia (en la isla de Siberut) es de más de 5500 km, Madagascar fue colonizado por los indonesios antes que por los africanos. Por esto los lugareños conservan rasgos asiáticos, costumbres típicas del sureste de Asia y una lengua del tronco malayo-polinesio. Con ellos también llegaron sus animales domésticos, entre los que destaca el cebú, y poco después de su llegada se extinguieron varios animales endémicos de la isla, como el lémur gigante, el ave elefante, el cerdo hormiguero de Madagascar o un hipopótamo pigmeo similar al que se encuentra actualmente en África occidental.
Posteriormente hubo migraciones bantúes desde el continente que se fundieron con la población local, sobre todo en la parte este de la isla. A comienzos de la Edad Media llegaron los primeros comerciantes persas y hacia el año 1000, los árabes. Como consecuencia, la religión mayoritaria en la zona norte de la isla es el islam.

### Portugueses

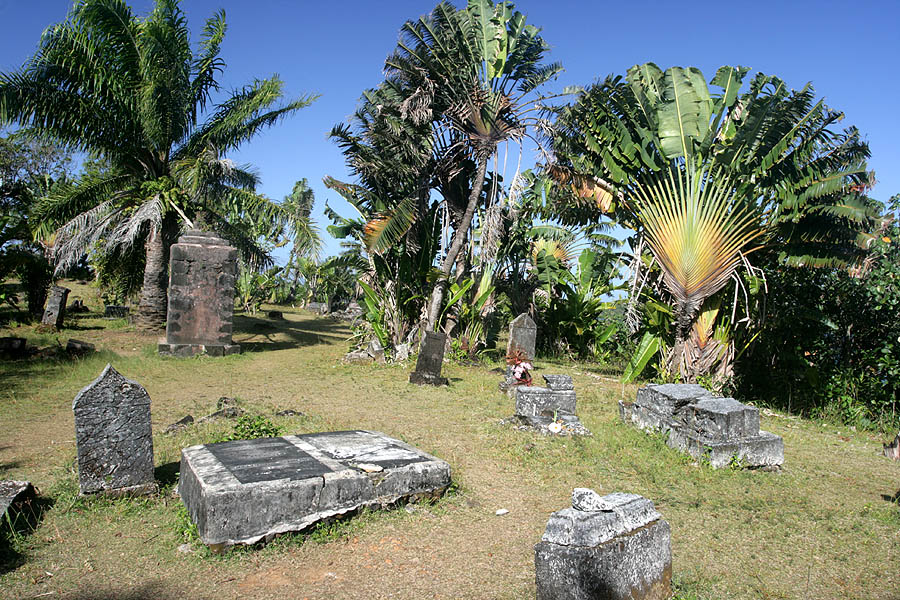
Cementerio de piratas en la isla Santa María.

El primer occidental en llegar a la isla fue el portugués Diogo Dias, en 1500.
Cuando el capitán del mar portugués Diogo Dias vio la isla, mientras participaba en la 2.ª Armada de las Fuerzas Armadas de la India portuguesa. Brasil también fue encontrado por primera vez en el mismo viaje que la 2.ª Armada, comandada por Pedro Álvares Cabral.
Matatana fue el primer asentamiento portugués en la costa sur, a 10 km al oeste de Fort Dauphin, aquí en 1508 los colonos construyeron una torre, un pequeño pueblo y una columna de piedra (Padrão). Este asentamiento fue diseñado en 1613 a instancias del virrey de la India D. Jeronimo de Azevedo.
Matatana, representada en una imagen de 1613, de un asentamiento de principios del siglo XVI, en el Libro de Humberto Leitão.
En 1543, el gobernador de la India portuguesa, Martim Afonso de Sousa, envió una armada a Madagascar, comandada por Diogo Soares, para encontrar los botes perdidos del hermano del gobernador, quien luego regresó a Goa, pero no se encontraron botes. Algunos de los puntos que tenía la armada para regar los barcos fueron nombrados en honor al capitán Diogo Soares.
Primera colonia de 1508 en la costa sur de Madagascar. Dibujo de Matatana de 1613.

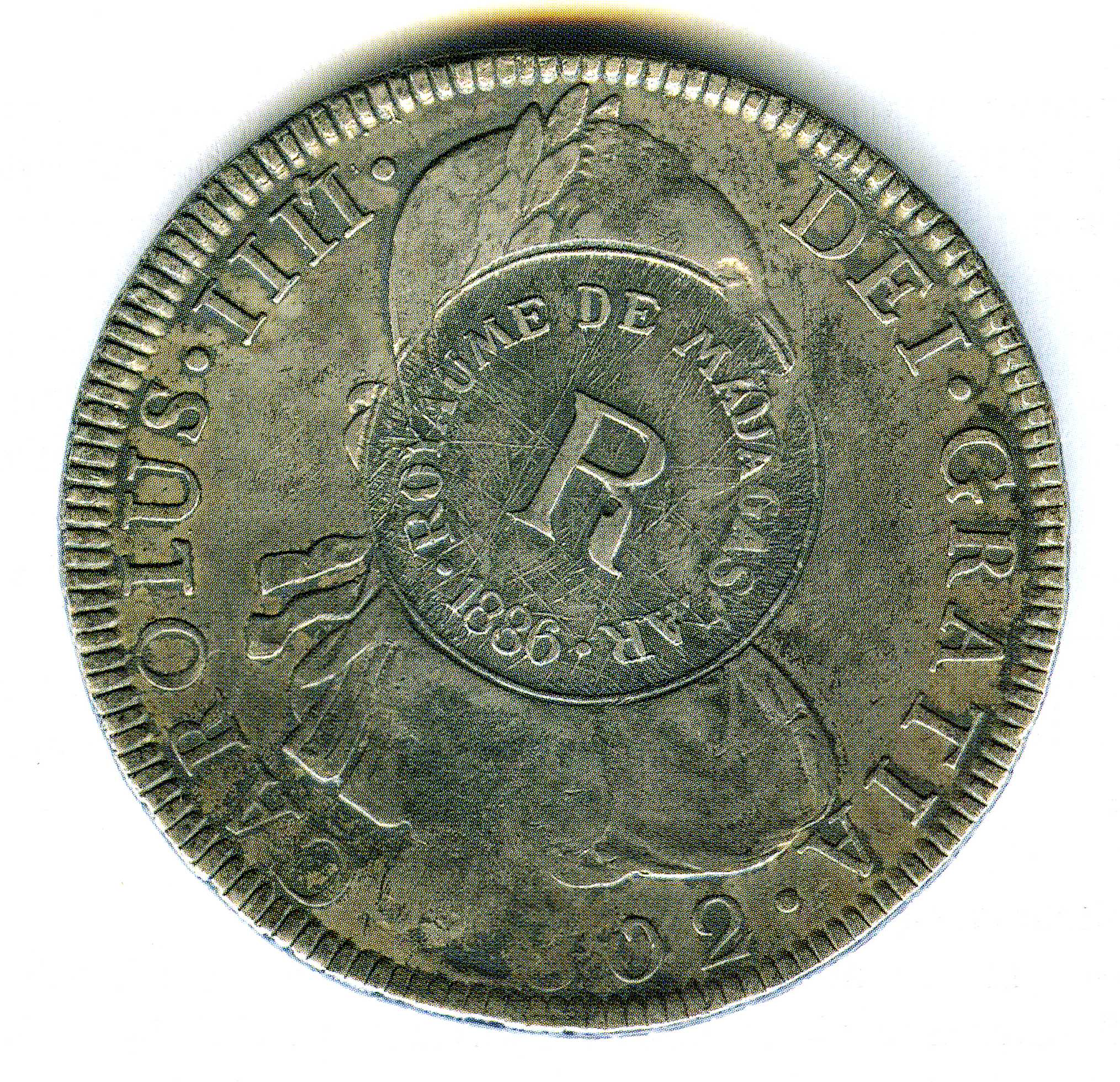
Moneda española de Carlos IV con contramarca circular usada en Madagascar.

Los contactos continuaron siendo que, desde los años 50 del siglo XVI, varias misiones de colonización fueron enviadas para su reconocimiento y conversión por el rey D. João III de Portugal, o por orden del Virrey de la India como en 1553 por Baltazar Lobo. de Sousa. En esta misión, volvieron a navegar por la costa, ingresando al interior en algunos ríos y bahías, intercambiando mercancías e incluso convirtiendo a uno de los reyes locales, según una detallada descripción de los cronistas Diogo do Couto y João de Barros.

### Esclavos y colonialismo
Antes de la llegada de los europeos, algunas tribus malgaches ocasionalmente libraban guerras para capturar y esclavizar prisioneros. Vendieron los esclavos a los comerciantes árabes o los mantuvieron a mano como trabajadores. Tras la llegada de los esclavistas europeos, los esclavos se volvieron más valiosos y las tribus costeras de Madagascar empezaron a luchar entre sí para obtener prisioneros para el lucrativo comercio de esclavos.
Sin embargo, la población local también sufrió, como muchos pueblos africanos, el comercio de esclavos. A modo de ejemplo, los europeos llevaron esclavos malgaches al Virreinato del Perú, asentándolos principalmente en la costa norte de dicho país, en una zona conocida como Piura. [cita requerida]
Actualmente en Perú, descendientes de aquellos esclavos son conocidos como "mangaches", por una corrupción temporal del idioma. Incluso existe en Perú un lugar bautizado como "Malakasy", que data de la época en que los malgaches fueron explotados en el cultivo del campo y que evoca un vocablo de su idioma de origen. Estos descendientes de malgaches conservan aún en muchos casos los rasgos afro-indonesios originarios. Su imbricación con el Perú fue tan fuerte que contribuyeron a la cultura de este país, creando formas musicales como el tondero e incluso tuvieron influencia política pues el expresidente peruano Luis Miguel Sánchez Cerro, que gobernó aquel país en el tercer decenio del siglo XX, fue un "mangache".

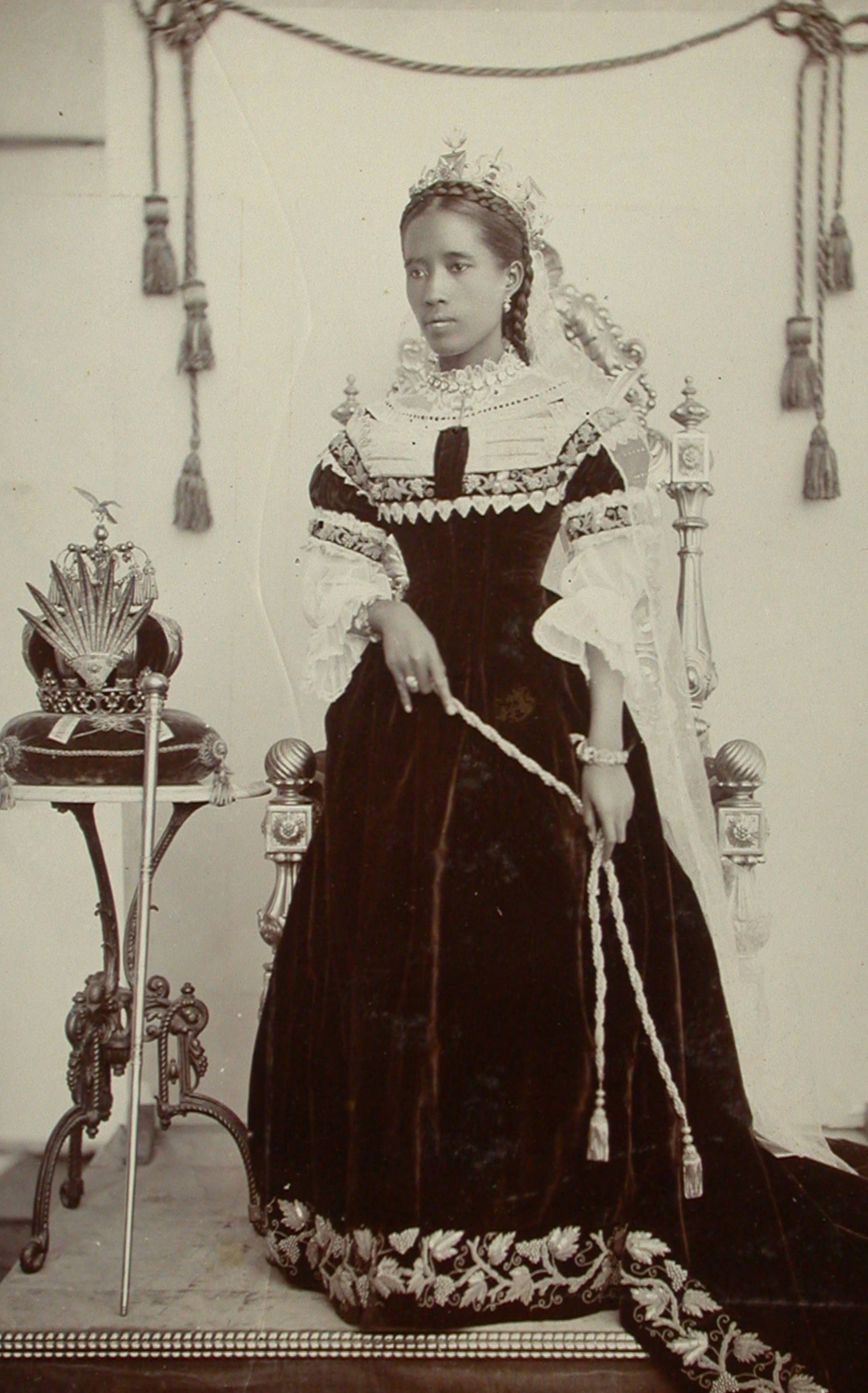
La Reina Ranavalona III, última gobernante de Merina, en la actual Madagascar, exiliada por los franceses.

Hubo una época en la que forajidos y bucaneros recorrieron sus costas. El capitán neerlandés Van Tyle navegó en consorcio con el capitán James e hizo varias presas en el océano Índico. Van Tyle poseía una plantación en Madagascar, en donde trabajaban sus prisioneros y esclavos. Este pirata fue asesinado por un esclavo. El pirata Thomas Tew también tenía su cuartel en Madagascar. Su lugar de operaciones fueron las aguas del mar Rojo y el océano Índico. Tew murió al estallar su barco durante un combate en alta mar. El más célebre pirata de esta región fue Thomas Collins, designado gobernador de la colonia pirata y que construyó un fortín para su defensa. Pero cuando fuerzas francesas atacaron la isla, Collins fue ajusticiado en la horca.
Entre 1642 y 1674, los franceses quisieron ocupar las costas de Madagascar desde Fort Dauphin, sin conseguirlo. Finalmente, a finales del siglo XVIII consiguieron construir diferentes bases comerciales en las costas malgaches, unas veces por la fuerza y otras diplomáticamente. Durante las guerras napoleónicas, el rey Radama I de Imerina se puso del lado de los británicos, que aumentaron su influencia en la isla a costa de los franceses y entrenaron a los nativos en el uso de armas modernas. No obstante, a la muerte de Radama I en 1828 se persiguió a los británicos, incluidos los misioneros. Durante el reinado de Radama II (1861-1863) se introdujeron una serie de reformas modernistas y Madagascar se abrió al contacto con franceses y británicos, lo que causó que los sectores más tradicionalistas mataran al rey y revocaran los cambios.

### Colonización francesa
La última soberana de Madagascar fue la reina Ranavalona III (1883-1917). Durante su reinado, los franceses reclamaron parte de la costa noroeste que les habían cedido los jefes locales, pero los de la tribu de Imerina se negaron. Dicha negativa provocó la guerra (1882–85). A pesar del continuo apoyo de los ingleses, deseosos de establecer al menos su influencia sobre el territorio, los rebeldes tuvieron que firmar un tratado por el cual la ciudad de Diego Suárez fue entregada a Francia y toda la isla pasó a formar parte de su protectorado. Durante la revuelta, la frágil economía de la isla y la falta de monedas, obligaron a la reina Ranavalona a permitir la circulación legal de diferentes piezas extranjeras en todo el territorio. Para ello se estampó una marca circular con la letra “R”, leyenda “ROYAUME DE MADAGASCAR” y fecha. Se conocen piezas de 8 reales españoles, 5 francos franceses y talers de la reina María Teresa I de Austria con esta curiosa contramarca. En 1895, Francia se anexionó la isla por completo, tras derrotar a la reina Ranavalona III. Esta se exilió un año después, al tiempo que se instituía un mandato militar francés y Madagascar era proclamada colonia francesa.
La "pacificación" dirigida por la administración francesa duró más de quince años, en respuesta a las guerrillas rurales dispersas por todo el país. En total, la represión de esta resistencia a la conquista colonial se cobró entre 100.000 y 700.000 víctimas malgaches, según las fuentes
Se otorgan enormes concesiones mineras y madereras a grandes empresas francesas. Los líderes indígenas leales a la administración francesa también reciben parte de las tierras. Se introduce el trabajo forzado a favor de las empresas francesas. La colonización también fue acompañada por la construcción de carreteras y escuelas.
Durante la Primera Guerra Mundial, cerca de 50.000 malgaches lucharon en el ejército francés.
Sin embargo, el período colonial fue acompañado por movimientos que luchaban por la independencia: los Menalamba, los Vy Vato Sakelika, el MDRM. En 1927, se organizaron grandes manifestaciones en Antananarivo, en particular por iniciativa del militante comunista François Vittori, que fue encarcelado a raíz de esta acción. En los años 30, el movimiento anticolonial malgache cobró un nuevo impulso. El sindicalismo malgache comienza a aparecer en la clandestinidad y se forma el Partido Comunista de la Región de Madagascar. Sin embargo, ya en 1939, todas las organizaciones son disueltas por la administración de la colonia, que opta por el régimen de Vichy.
El regreso de los combatientes malgaches alistados durante la Segunda Guerra Mundial, las condiciones de vida miserables de las poblaciones indígenas y la militancia de los movimientos anticolonialistas fomentaron la aspiración a la independencia y precipitaron el estallido de la insurrección. En marzo de 1947 estalló la rebelión malgache, que dio lugar a una sangrienta represión por parte del ejército francés, que provocó varias decenas de miles de muertos (entre 40.000 y 80.000). La represión estuvo acompañada de ejecuciones sumarias, torturas, reagrupamientos forzados y la quema de pueblos. El ejército francés experimentó con la "guerra psicológica": los sospechosos fueron lanzados vivos desde aviones para aterrorizar a los habitantes de las zonas de operación.

### Independencia

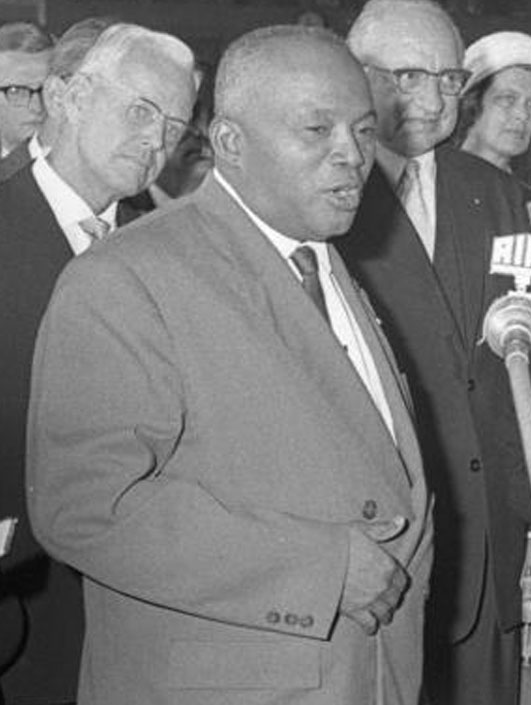
Philibert Tsiranana, primer presidente de Madagascar (1960–72).

En 1960 Madagascar se independizó totalmente de Francia y se instituyó una república bajo el gobierno de Philibert Tsiranana, líder del Partido Socialdemócrata. En 1975, un golpe de Estado militar puso el gobierno en manos del capitán de fragata Didier Ratsiraka, que gobernó con puño de hierro hasta que en 1992 las presiones populares le obligaron a designar un gobierno de transición a la democracia. Ratsiraka fue derrotado en las elecciones presidenciales de 1993 por Albert Zafy, pero ganó las legislativas que se celebraron simultáneamente. La tensión entre los partidarios de Ratsiraka y el gobierno de Zafy llevó a la destitución de este último por el parlamento en 1996, que fue sustituido por Norbert Ratsirahonana. Este era un colaborador cercano a Zafy, que gobernó a su sombra hasta las elecciones de 1997, en las que Ratsiraka se hizo nuevamente con el poder. En estas elecciones, Gisèle Rabesahala se convirtió en la primera mujer malgache en ser nombrada ministra.
Didier Ratsiraka conservaría el poder hasta las elecciones presidenciales de diciembre de 2001, cuando tras unos resultados controvertidos, su rival, el hasta entonces alcalde de Antananarivo Marc Ravalomanana, se proclamó ganador por mayoría absoluta en la primera vuelta de las elecciones, acusando de fraude al gobierno, que había publicado unos resultados que hacían necesaria una segunda vuelta.
La tensión de la primera mitad del año 2002 llegó a amenazar con la posibilidad de una guerra civil. La sociedad y el propio ejército malgaches se dividieron en dos: la capital Antananarivo convertida en bastión de Ravalomanana, mientras Ratsiraka dirigía un gobierno en la ciudad costera de Toamasina. La comunidad internacional hizo diversos llamamientos al diálogo y a la calma. Ravalomanana consiguió consolidar su poder, mientras Ratsiraka iba perdiendo apoyos. En junio de 2002, algunos países como Estados Unidos, Suiza y Noruega reconocían ya al gobierno de Ravalomanana. Otros países europeos esperaron la decisión final de Francia que, a principios de julio, ya se dirigía públicamente a Ravalomanana como «presidente de Madagascar». El reconocimiento internacional confirmó el poder de Ravalomanana, y Ratsiraka huyó finalmente del país, y se refugió en Francia.
Desde la consolidación del poder por parte de Marc Ravalomanana, el país ha conseguido alcanzar unas cotas muy altas de crecimiento económico, apoyado por ayudas muy cuantiosas de instituciones internacionales como el Banco Mundial.

### Crisis política de 2009

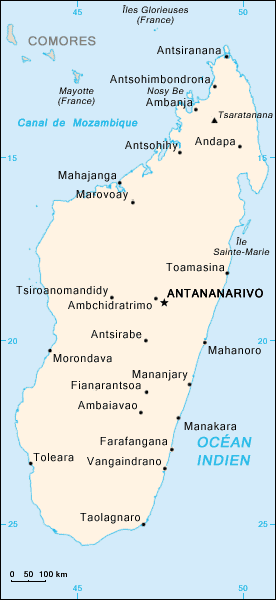
Mapa de Madagascar.

En enero de 2009 comenzaron unas protestas masivas contra el gobierno. La violencia enfrentó al entonces presidente Marc Ravalomanana con Andry Rajoelina, alcalde de la capital, Antananarivo. Más de 170 personas perdieron la vida. Rajoelina movilizó a sus partidarios para que salieran a las calles de Antananarivo a exigir la destitución de Ravalomanana, a causa de su supuesto estilo de gobierno "autocrático" y en contra de su política económica y de concesión de tierras agrícolas a consorcios extranjeros.

#### Alta Autoridad de la Transición
El 16 de marzo de 2009, militares opositores al gobierno de Marc Ravalomanana tomaron distintos edificios estatales, como el Banco Central. Al día siguiente, Ravalomanana dimitió y cedió sus poderes a un consejo militar, fiel a sí mismo, encabezado por el vicealmirante Hyppolite Ramaroson. Los militares afirmaron entonces que la acción de Ravalomanana era una "maniobra" y la mayor parte de la cúpula militar apoyó a Andry Rajoelina como líder de un "gobierno de transición". Desde un mes antes, Rajoelina ya se había autoproclamado como el nuevo líder y había asumido el papel de presidente de la "Alta Autoridad de la Transición". Designó a Monja Roindefo como primer ministro. El nuevo presidente anunció que las elecciones se celebrarían dentro de dos años y que la Constitución sería modificada.
La Unión Europea, entre otras entidades internacionales, se ha negado a reconocer al nuevo gobierno, debido a que fue instalado por la fuerza. La Unión Africana, suspendió la membresía de Madagascar el 20 de marzo de 2010. Un portavoz de Ban Ki-moon, Secretario general de las Naciones Unidas, anunció que está "gravemente preocupado por la evolución de los acontecimientos en Madagascar". Pese a que los gobiernos extranjeros evitaron legitimar este cambio de poder, la Corte Constitucional reconoció la orden de traspaso de poderes del directorio militar, según un documento obtenido por agencias de noticias internacionales.
En junio de 2025 se reunirá la Comisión Mixta Franco-Malgache que será responsable de decidir sobre la devolución de las Islas Dispersas a Madagascar.

## Gobierno y Política

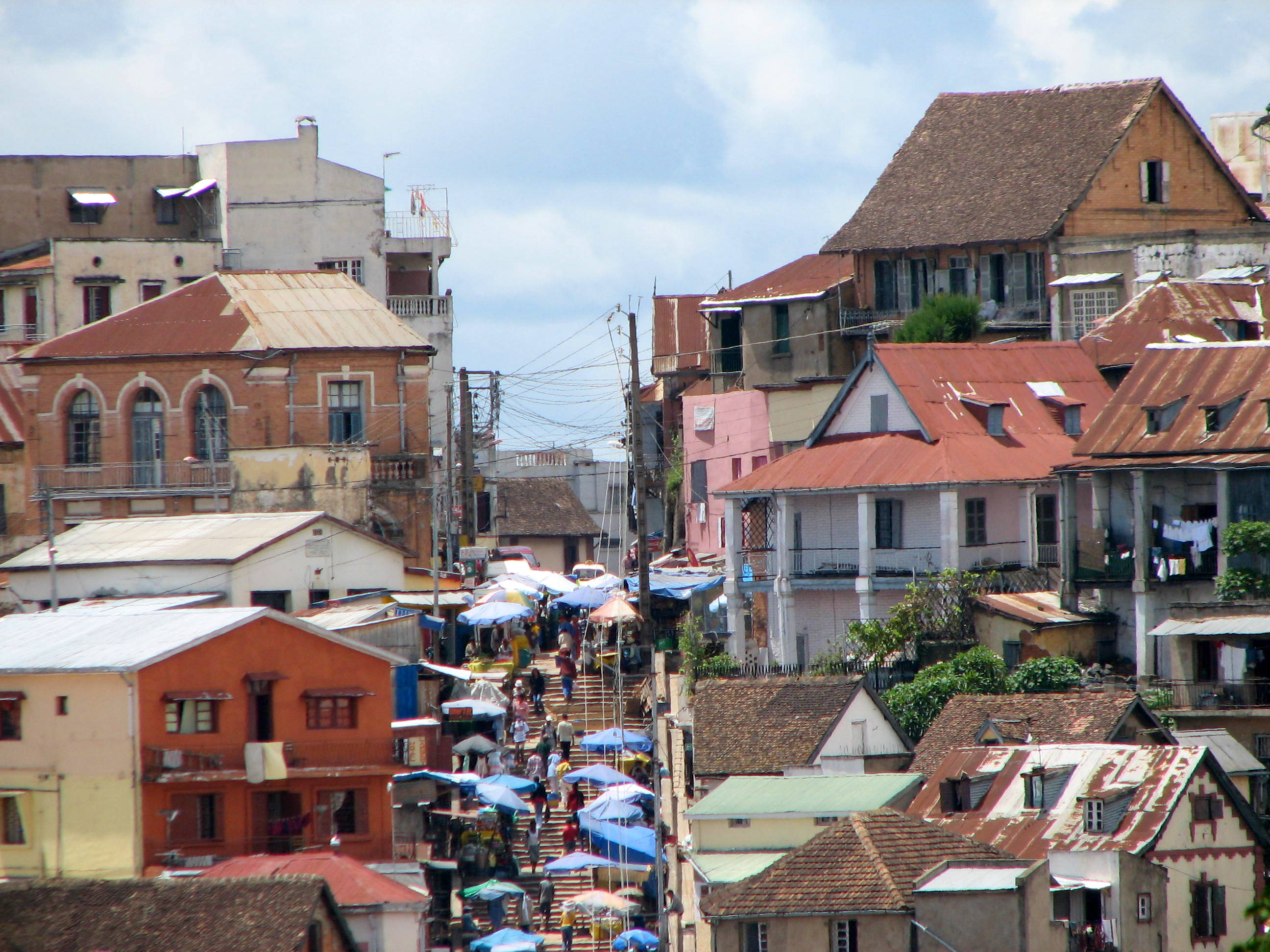
Antananarivo es la capital política y económica de Madagascar.

### Estructura
Madagascar es una república democrática representativa multipartidista semipresidencialista, en la que el presidente, elegido por sufragio popular, es el Jefe del Estado y elige a un primer ministro, que recomienda candidatos al presidente para formar su gabinete de ministros. Según la Constitución, el poder ejecutivo lo ejerce el Gobierno, mientras que el legislativo corresponde al gabinete ministerial, al Senado y a la Asamblea Nacional, aunque en realidad estos dos últimos órganos tienen muy poco poder o función legislativa. La Constitución establece la independencia de los poderes ejecutivo, legislativo y judicial, y ordena la elección popular del Presidente, limitada a tres mandatos de cinco años.
Los ciudadanos eligen directamente al Presidente y a los 127 miembros de la Asamblea Nacional para mandatos de cinco años.Los 33 miembros del Senado tienen mandatos de seis años, 22 de los cuales son elegidos por las autoridades locales y 11 nombrados por el presidente. Las últimas elecciones a la Asamblea Nacional se celebraron el 20 de diciembre de 2013 y las del Senado, el 30 de diciembre de 2015.

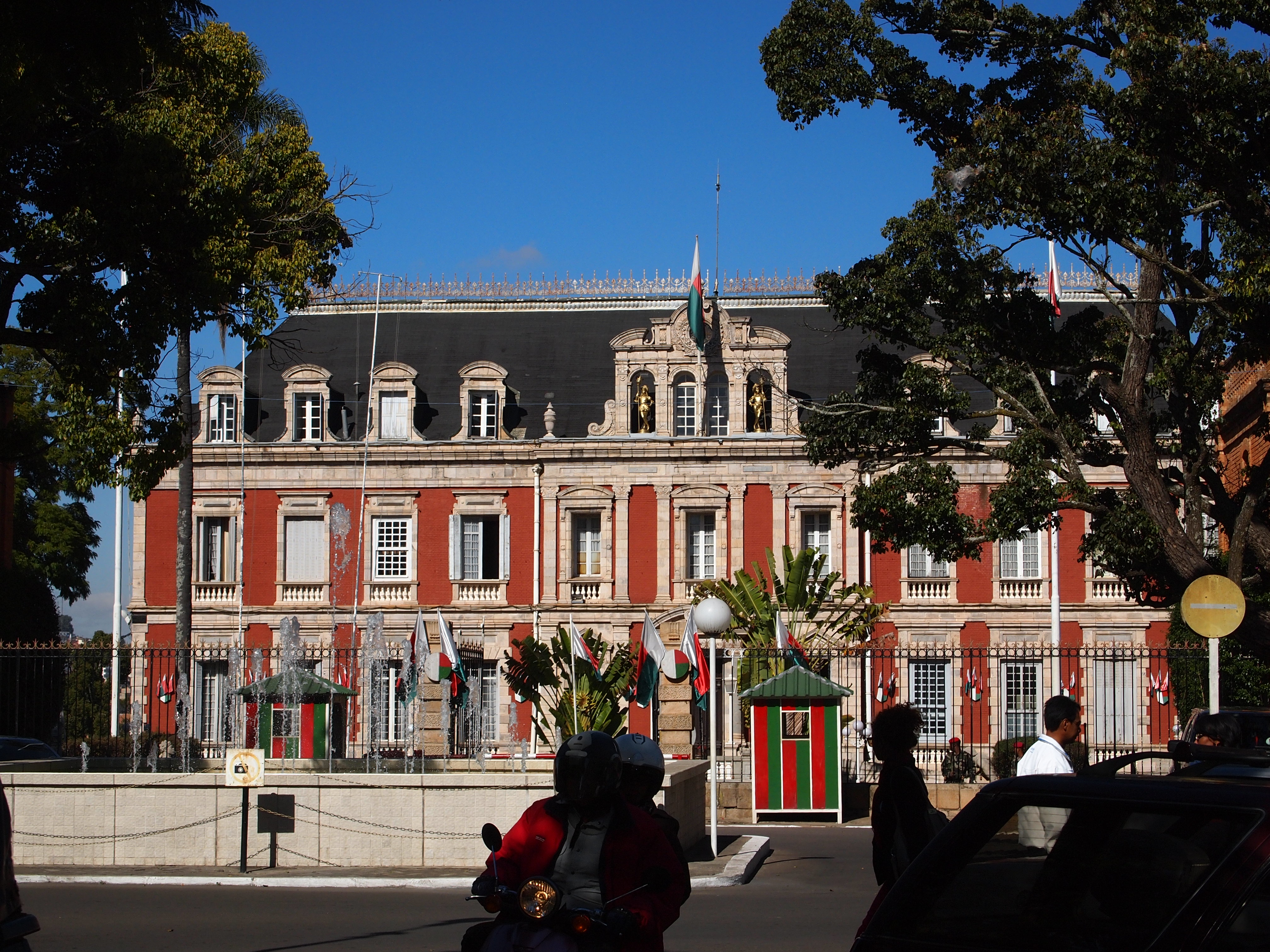
Palacio presidencial de Ambohitsorohitra (Palais d'Ambotsirohitra) sede del Gobierno Malgache

A nivel local, las 22 provincias de la isla están administradas por un gobernador y un consejo provincial. Las provincias se subdividen en regiones y municipios. El poder judicial sigue el modelo del sistema francés, con un Alto Tribunal Constitucional, un Alto Tribunal de Justicia, un Tribunal Supremo, un Tribunal de Apelación, tribunales penales y tribunales de primera instancia. Los tribunales, que se rigen por el derecho civil, carecen de capacidad para juzgar con rapidez y transparencia los casos del sistema judicial, lo que a menudo obliga a los acusados a pasar largas detenciones preventivas en cárceles insalubres y superpobladas.
Antananarivo es la capital administrativa y la ciudad más grande de Madagascar. Está situada en la región de las tierras altas, cerca del centro geográfico de la isla. El rey Andrianjaka fundó Antananarivo como capital de su reino Imerina hacia 1610 o 1625 en el emplazamiento de una capital Vazimba capturada en la cima de la colina de Analamanga. A medida que el dominio Merina se extendía sobre los pueblos malgaches vecinos a principios del siglo XIX para establecer el Reino de Madagascar, Antananarivo se convirtió en el centro de la administración de prácticamente toda la isla. En 1896, los colonizadores franceses de Madagascar adoptaron la capital merina como centro de su administración colonial. La ciudad siguió siendo la capital de Madagascar tras recuperar la independencia en 1960. En 2017, la población de la capital se estimaba en 1.391.433 habitantes. Las siguientes ciudades más grandes son Antsirabe (500.000), Toamasina (450.000) y Mahajanga (400.000).

### Política

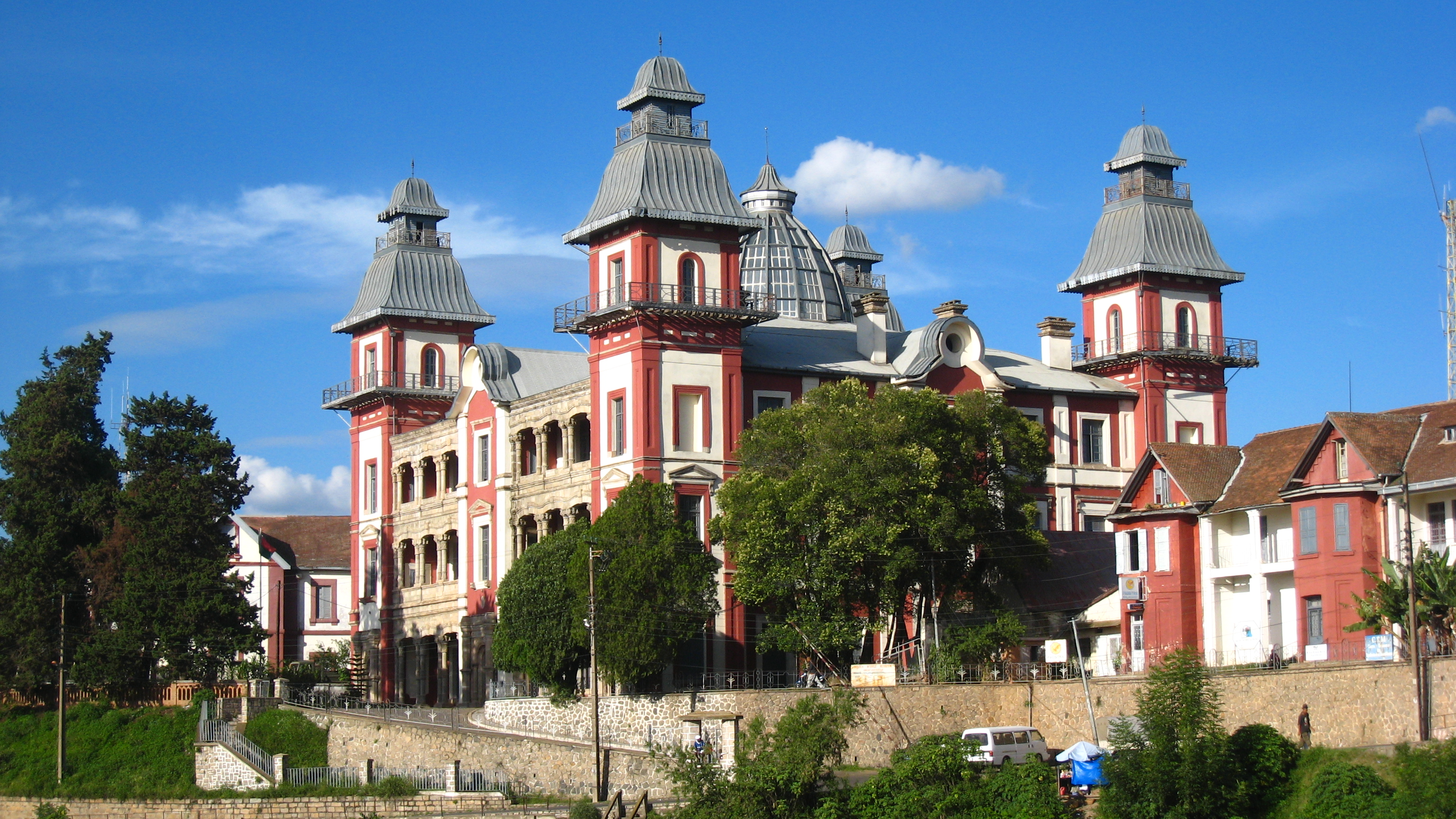
Palacio de Andafiavaratra (Palais d'Andafiavaratra), la antigua residencia del primer ministro de Madagascar, ahora un museo

Desde que Madagascar se independizó de Francia en 1960, las transiciones políticas de la isla han estado marcadas por numerosas protestas populares, varias elecciones controvertidas, una destitución, dos golpes militares y un asesinato. Las recurrentes crisis políticas de la isla suelen ser prolongadas, con efectos perjudiciales para la economía local, las relaciones internacionales y el nivel de vida de los malgaches. El enfrentamiento de ocho meses entre Ratsiraka y Marc Ravalomanana tras las elecciones presidenciales de 2001 costó a Madagascar millones de dólares en pérdidas de ingresos por turismo y comercio, así como daños en las infraestructuras, como puentes bombardeados y edificios incendiados. Una serie de protestas encabezadas por Andry Rajoelina contra Ravalomanana a principios de 2009 se tornaron violentas, con más de 170 muertos. La política moderna de Madagascar está marcada por la historia de subyugación de las comunidades costeras por parte de los merina bajo su dominio en el siglo XIX. La consiguiente tensión entre la población de las tierras altas y la de la costa se ha traducido periódicamente en episodios aislados de violencia. En Madagascar, los derechos humanos están protegidos por la Constitución y el Estado es signatario de numerosos acuerdos internacionales, como la Declaración Universal de los Derechos Humanos y la Convención sobre los Derechos del Niño. Las minorías religiosas, étnicas y sexuales están protegidas por la ley. La ley también garantiza la libertad de asociación y de reunión, aunque en la práctica la denegación de permisos de reunión pública se ha utilizado ocasionalmente para impedir manifestaciones políticas.

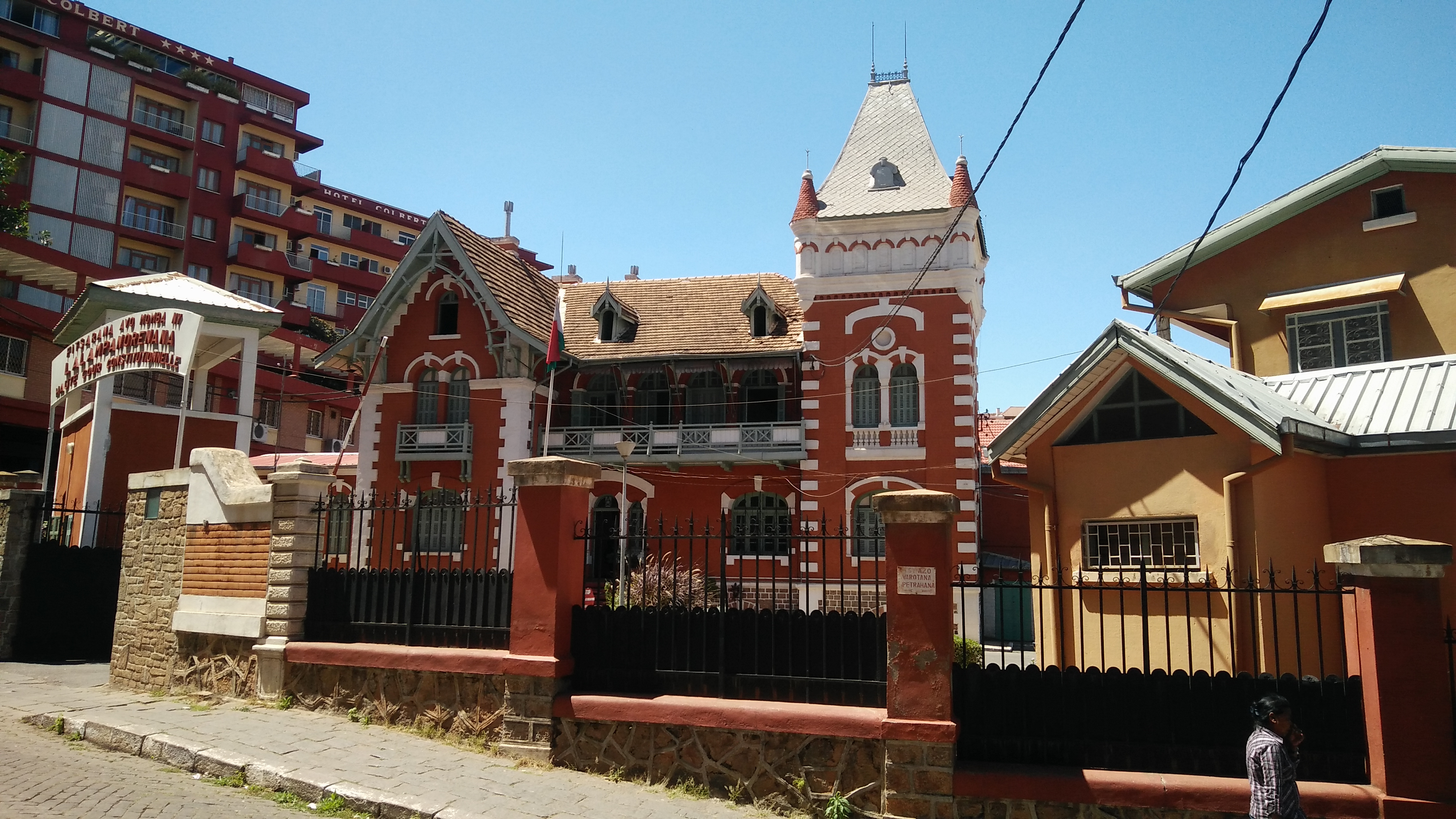
Sede de la Corte Constitucional de Madagascar

La tortura por parte de las fuerzas de seguridad es poco frecuente y la represión estatal es baja en comparación con otros países con pocas garantías legales, aunque las detenciones arbitrarias y la corrupción de militares y policías siguen siendo un problema. La creación por Ravalomanana en 2004 de la Oficina Anticorrupción (BIANCO) redujo la corrupción, especialmente entre los burócratas de bajo nivel de Antananarivo, aunque no se ha procesado a funcionarios de alto nivel. Han aumentado las acusaciones de censura de los medios de comunicación debido a las supuestas restricciones a la cobertura de la oposición gubernamental. Algunos periodistas han sido detenidos por difundir supuestas noticias falsas.

### Política Exterior
Hasta la llamada revolución socialista de 1975, Madagascar sólo mantenía relaciones con el mundo occidental, pero luego se abrió a ambos. Así, la República Popular China y la Unión Soviética abrieron embajadas en Madagascar.
Las relaciones con Occidente se vieron perjudicadas y sólo se normalizaron plenamente al cabo de unos años. Francia, en particular, tiene un gran interés en su antigua colonia. Tras el final de la Guerra Fría, Rusia perdió interés por el Estado insular, pero China siguió prestando ayuda al desarrollo; recibió autorización de inmigración para 20.000 ciudadanos chinos a cambio de la construcción del palacio de deportes.

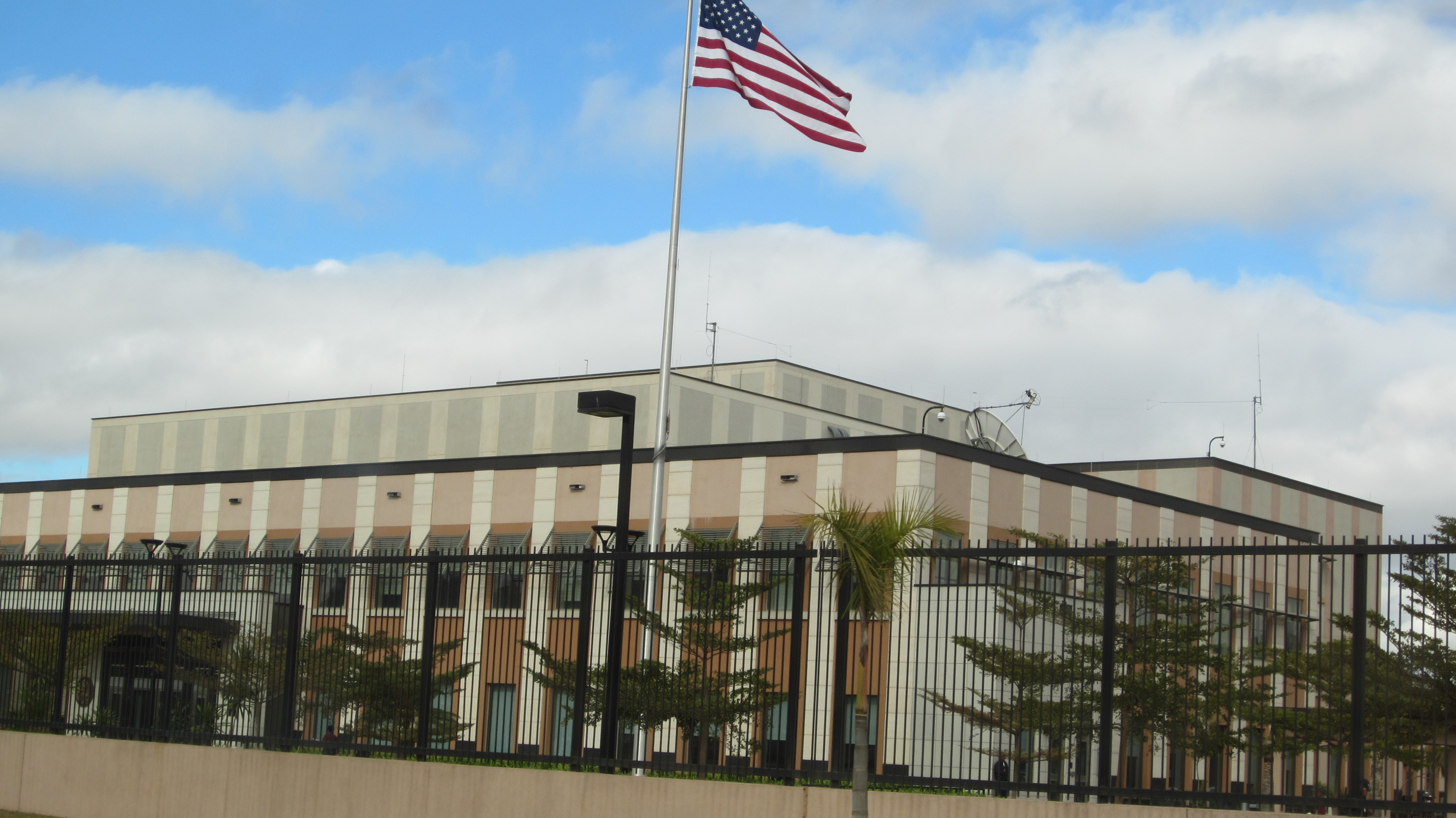
Embajada de Estados Unidos en Madagascar

El país mantiene buenas relaciones con Alemania, que proporciona ayuda al desarrollo principalmente a través de la Sociedad para la Cooperación Internacional. (Gesellschaft für Internationale Zusammenarbeit)
Madagascar se ha considerado históricamente al margen de los asuntos africanos, a pesar de ser miembro fundador de la Organización para la Unidad Africana, creada en 1963 y disuelta en 2002 para ser sustituida por la Unión Africana. Madagascar no pudo asistir a la primera cumbre de la Unión Africana debido a una disputa sobre los resultados de las elecciones presidenciales de 2001, pero se reincorporó a la Unión Africana en julio de 2003 tras un paréntesis de 14 meses. Madagascar volvió a ser suspendido por la Unión Africana en marzo de 2009 tras el traspaso inconstitucional del poder ejecutivo a Rajoelina.
Madagascar es miembro de la Corte Penal Internacional y tiene un Acuerdo Bilateral de Inmunidad de protección para el ejército de Estados Unidos. Once países han establecido embajadas en Madagascar, entre ellos Francia, Reino Unido, Estados Unidos, China e India, mientras que Madagascar tiene embajadas en otros dieciséis países.

### Defensa y Aplicación de la Ley

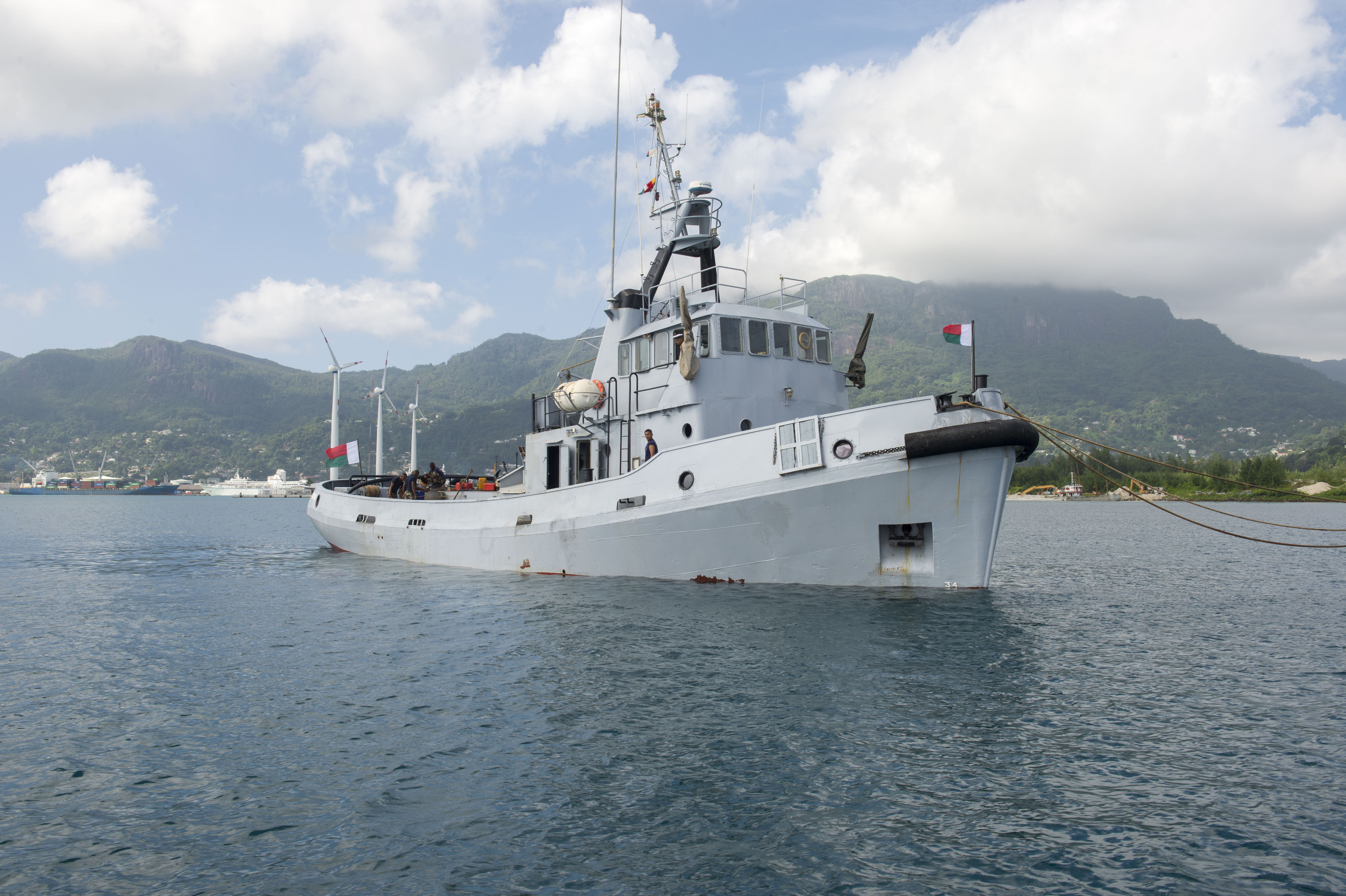
El buque RC Trozona de la Armada de Madagascar

El surgimiento de reinos centralizados entre los sakalava, los merina y otros grupos étnicos dio lugar a los primeros ejércitos permanentes de la isla en el siglo XVI, equipados inicialmente con lanzas, pero más tarde con mosquetes, cañones y otras armas de fuego. [A principios del siglo XIX, los soberanos merina del Reino de Madagascar controlaban gran parte de la isla con un ejército de 30 000 soldados entrenados y armados. Los ataques franceses a las ciudades costeras a finales de siglo llevaron al entonces primer ministro Rainilaiarivony a solicitar ayuda británica para entrenar al ejército de la monarquía merina. A pesar de la formación y el liderazgo proporcionados por los asesores militares británicos, el ejército malgache fue incapaz de resistir el armamento francés y se vio obligado a rendirse tras un ataque al palacio real de Antananarivo. Madagascar fue declarada colonia de Francia en 1897.
La independencia política y la soberanía de las fuerzas armadas malgaches, que comprenden un ejército, una marina y una fuerza aérea, se restablecieron con la independencia de Francia en 1960. Desde entonces, el ejército malgache nunca ha entrado en conflicto armado con otro Estado ni dentro de sus propias fronteras, pero ha intervenido ocasionalmente para restablecer el orden durante periodos de agitación política. Bajo la Segunda República socialista, el almirante Didier Ratsiraka instauró el servicio militar o civil nacional obligatorio para todos los ciudadanos jóvenes, independientemente de su sexo, una política que estuvo en vigor desde 1976 hasta 1991.

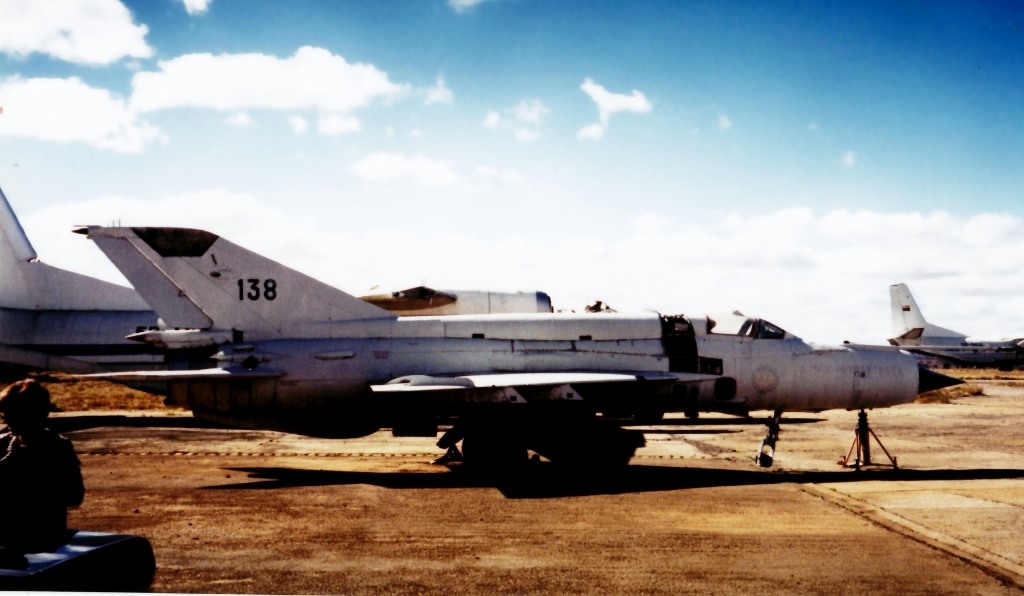
Mig 21 de la Fuerza Aérea de Madagascar

Las fuerzas armadas están bajo la dirección del ministro de Defensa y se han mantenido en gran medida neutrales en tiempos de crisis política, como durante el prolongado enfrentamiento entre el actual Ratsiraka y el aspirante Marc Ravalomanana en las disputadas elecciones presidenciales de 2001, cuando el ejército se negó a intervenir a favor de ninguno de los candidatos. Esta tradición se rompió en 2009, cuando un sector del ejército se pasó al bando de Andry Rajoelina, entonces alcalde de Antananarivo, en apoyo de su intento de obligar al Presidente Ravalomanana a abandonar el poder.
El Ministro del Interior es responsable de la policía nacional, la fuerza paramilitar (gendarmería) y la policía secreta. La policía y la gendarmería están estacionadas y administradas a nivel local. Sin embargo, en 2009 menos de un tercio de los municipios tenían acceso a los servicios de estas fuerzas de seguridad, y la mayoría carecía de cuarteles generales locales para ambos cuerpos. Los tribunales comunitarios tradicionales, denominados dina, están presididos por ancianos y otras figuras respetadas, y siguen siendo un medio clave para impartir justicia en las zonas rurales donde la presencia del Estado es escasa. Históricamente, la seguridad ha sido relativamente alta en toda la isla. Los índices de delincuencia violenta son bajos, y las actividades delictivas son predominantemente delitos de oportunidad, como carterismo y pequeños hurtos, aunque están aumentando la prostitución infantil, la trata de personas y la producción y venta de marihuana y otras drogas ilegales. Los recortes presupuestarios desde 2009 han afectado gravemente al cuerpo nacional de policía, lo que ha producido un fuerte aumento de la actividad delictiva en los últimos años

### Derechos humanos
En materia de derechos humanos, respecto a la pertenencia a los siete organismos de la Carta Internacional de Derechos Humanos, que incluyen al Comité de Derechos Humanos (HRC),  ha firmado o ratificado:
| Bandera de ? | Tratados internacionales | Tratados internacionales | Tratados internacionales | Tratados internacionales | Tratados internacionales  | Tratados internacionales | Tratados internacionales | Tratados internacionales | Tratados internacionales    | Tratados internacionales    | Tratados internacionales | Tratados internacionales | Tratados internacionales    | Tratados internacionales    | Tratados internacionales | Tratados internacionales  | Tratados internacionales | Tratados internacionales |
| --- | ------------------------ | ------------------------ | ------------------------ | ------------------------ | ------------------------- | ------------------------ | ------------------------ | ------------------------ | --------------------------- | --------------------------- | ------------------------ | ------------------------ | --------------------------- | --------------------------- | ------------------------ | ------------------------- | ------------------------ | ------------------------ |
| Bandera de ? | CESCR                    | CESCR                    | CCPR                     | CCPR                     | CCPR                      | CERD                     | CED                      | CEDAW                    | CEDAW                       | CAT                         | CAT                      | CRC                      | CRC                         | CRC                         | CRC                      | MWC                       | CRPD                     | CRPD                     |
| Bandera de ? | CESCR                    | CESCR-OP                 | CCPR                     | CCPR-OP1                 | CCPR-OP2-DP               | CERD                     | CED                      | CEDAW                    | CEDAW-OP                    | CAT                         | CAT-OP                   | CRC                      | CRC-OP-AC                   | CRC-OP-SC                   | CRC-OP-CP                | MWC                       | CRPD                     | CRPD-OP                  |
| Pertenencia | Firmado y ratificado.    | Sin información.         | Firmado y ratificado.    | Firmado y ratificado.    | Ni firmado ni ratificado. | Firmado y ratificado.    | Sin información.         | Firmado y ratificado.    | Firmado pero no ratificado. | Firmado pero no ratificado. | Sin información.         | Firmado y ratificado.    | Firmado pero no ratificado. | Firmado pero no ratificado. | Sin información.         | Ni firmado ni ratificado. | Sin información.         | Sin información.         |
| Firmado y ratificado, firmado, pero no ratificado, ni firmado ni ratificado, sin información, ha accedido a firmar y ratificar el órgano en cuestión, pero también reconoce la competencia de recibir y procesar comunicaciones individuales por parte de los órganos competentes. |                          |                          |                          |                          |                           |                          |                          |                          |                             |                             |                          |                          |                             |                             |                          |                           |                          |                          |

### Organización político-administrativa

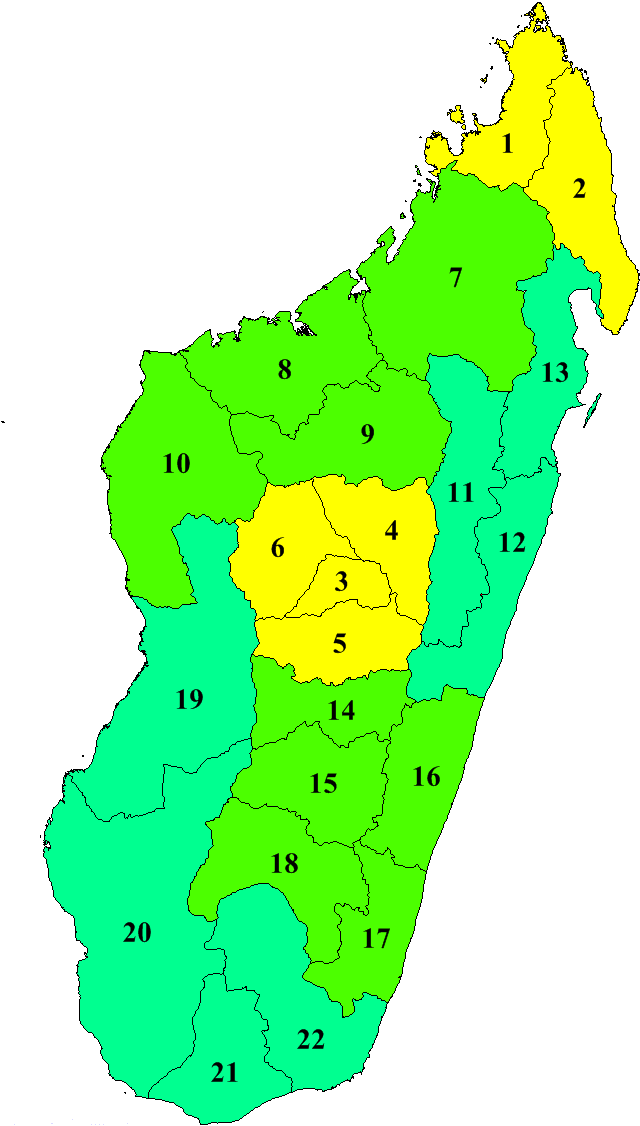
Mapa de las 22 regiones de Madagascar desde 2007 (numeradas), mostrando también las 6 antiguas provincias en colores uniformes

Desde 1946, Madagascar estaba dividido en seis provincias. En 2004 se aprobó una nueva división de la isla en 22 regiones (faritra). Estas regiones se convirtieron en el más alto nivel administrativo con la disolución de las provincias anteriores tras un referéndum celebrado en 2007. Las nuevas regiones se subdividen en 119 distritos, 1.579 comunas y 17.485 fokontany.
| Nuevas regiones                                                                                            | Antiguas provincias | Población (estimación 2004) |
| --- | ------------------- | --------------------------- |
| Diana (1), Sava (2)                                                                                        | Antsiranana         | 1.291.100                   |
| Itasy (3), Analamanga (4), Vakinankaratra (5), Bongolava (6)                                               | Antananarivo        | 5.370.900                   |
| Sofia (7), Boeny (8), Betsiboka (9), Melaky (10)                                                           | Mahajanga           | 1.896.000                   |
| Alaotra Mangoro (11), Atsinanana (12), Analanjirofo (13)                                                   | Toamasina           | 2.855.600                   |
| Amoron'i Mania (14), Haute-Matsiatra (15), Vatovavy-Fitovinany (16), Atsimo-Atsinanana (17), Ihorombe (18) | Fianarantsoa        | 3,730,200                   |
| Menabe (19), Atsimo-Andrefana (20), Androy (21), Anosy (22)                                                | Toliara             | 2.430.100                   |

## Geografía

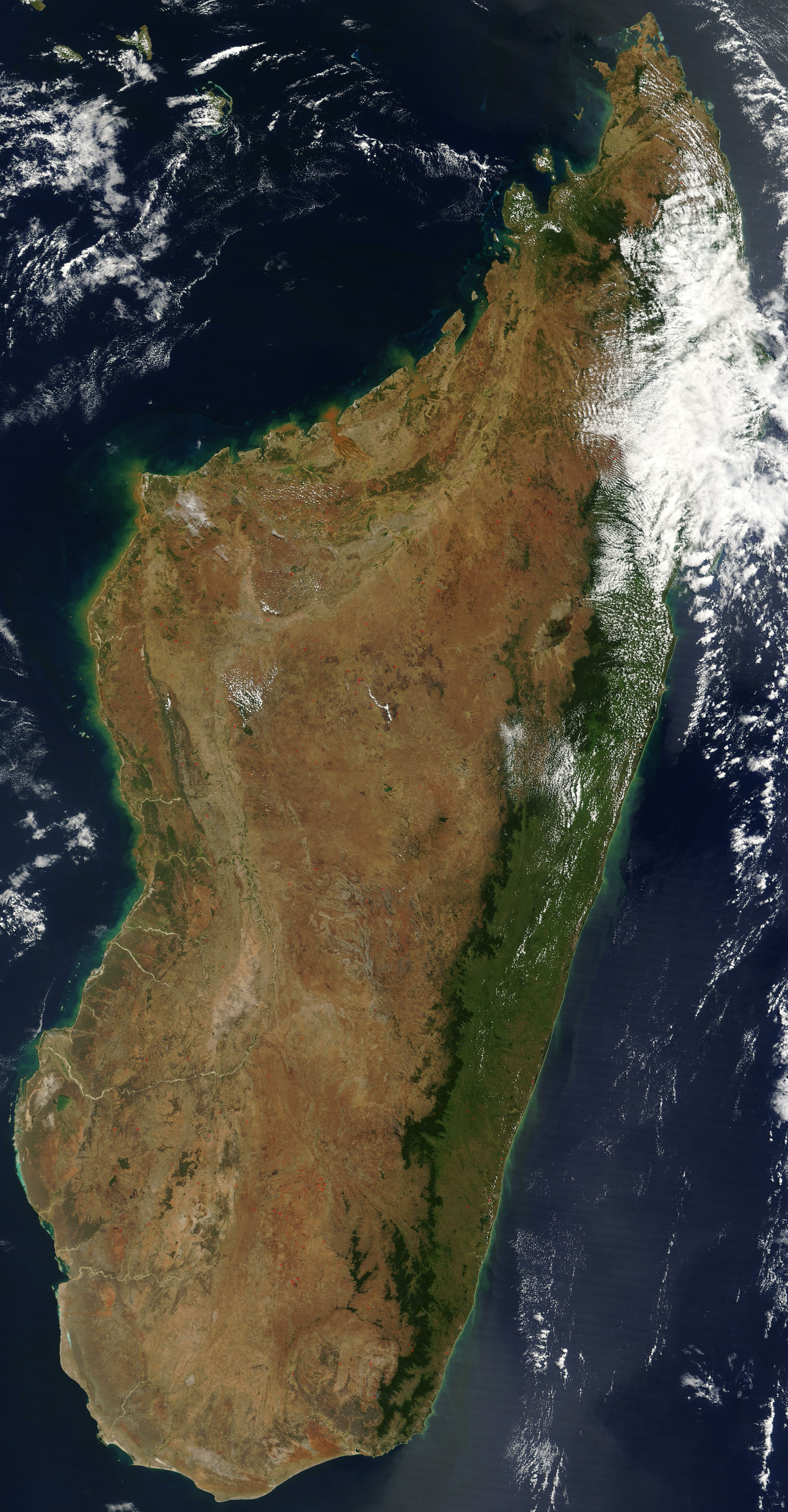
Madagascar a vista de satélite.

Madagascar es la isla más grande de África y la cuarta más grande del mundo, y se encuentra rodeada íntegramente por el océano Índico. Está separada del resto del continente africano por el canal de Mozambique.
Madagascar se originó a partir del supercontinente Gondwana. Su costa occidental se formó cuando África se separó de Gondwana hace alrededor de 165 millones de años. Más tarde, Madagascar se separó del subcontinente indio hace 65 millones de años. Este largo aislamiento es la causa de la existencia en esta isla de multitud de especies únicas en el mundo, lo que se ha llamado a veces un mundo aparte.
Uno de los principales problemas ambientales de la isla hoy en día es la deforestación.

### Flora
WWF divide la isla de Madagascar en siete ecorregiones:
- Selva subhúmeda de Madagascar, en el centro
- Selva de tierras bajas de Madagascar, en el este
- Selva seca caducifolia de Madagascar, en el noroeste
- Brezal de Madagascar, en cumbres más altas
- Matorral espinoso de Madagascar, en el sur
- Monte suculento de Madagascar, en el suroeste
- Manglar de Madagascar, en varios enclaves de la costa oeste.

Todas ellas están incluidas en la lista Global 200, agrupadas en
- Selva y brezal de Madagascar (selva subhúmeda de Madagascar, selva de tierras bajas de Madagascar y brezal de Madagascar)
- Selva seca caducifolia de Madagascar
- Matorral de Madagascar (matorral espinoso de Madagascar y monte suculento de Madagascar)
- Manglar de Madagascar.

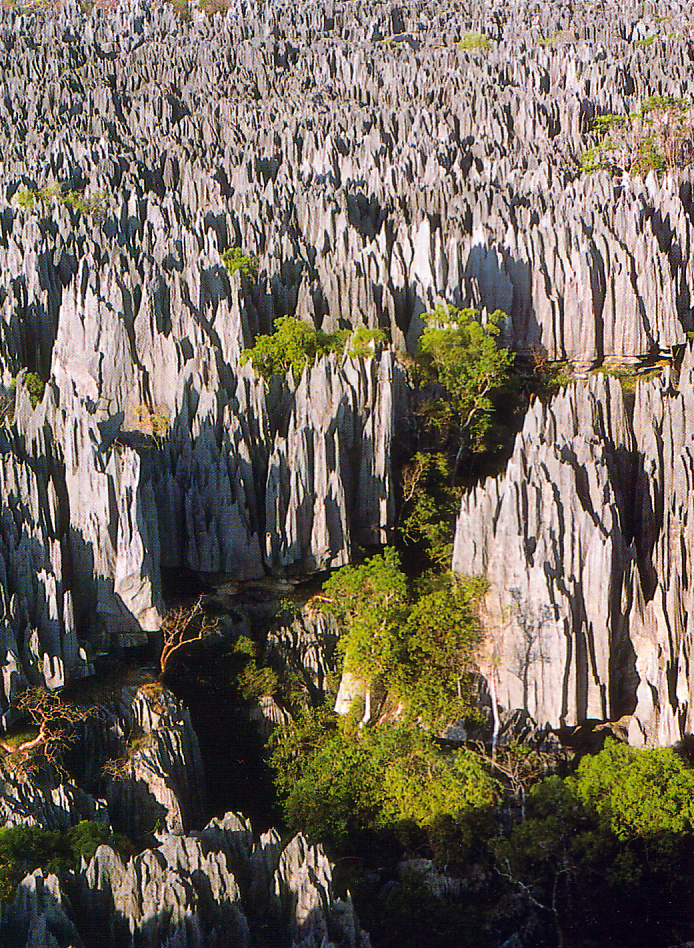
Parque nacional Tsingy de Bemaraha.
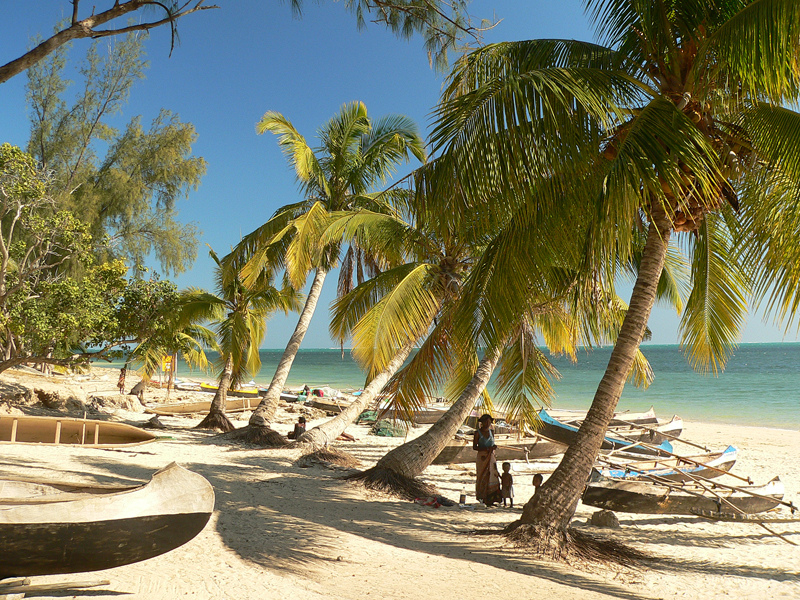
Playa de la costa oriental.
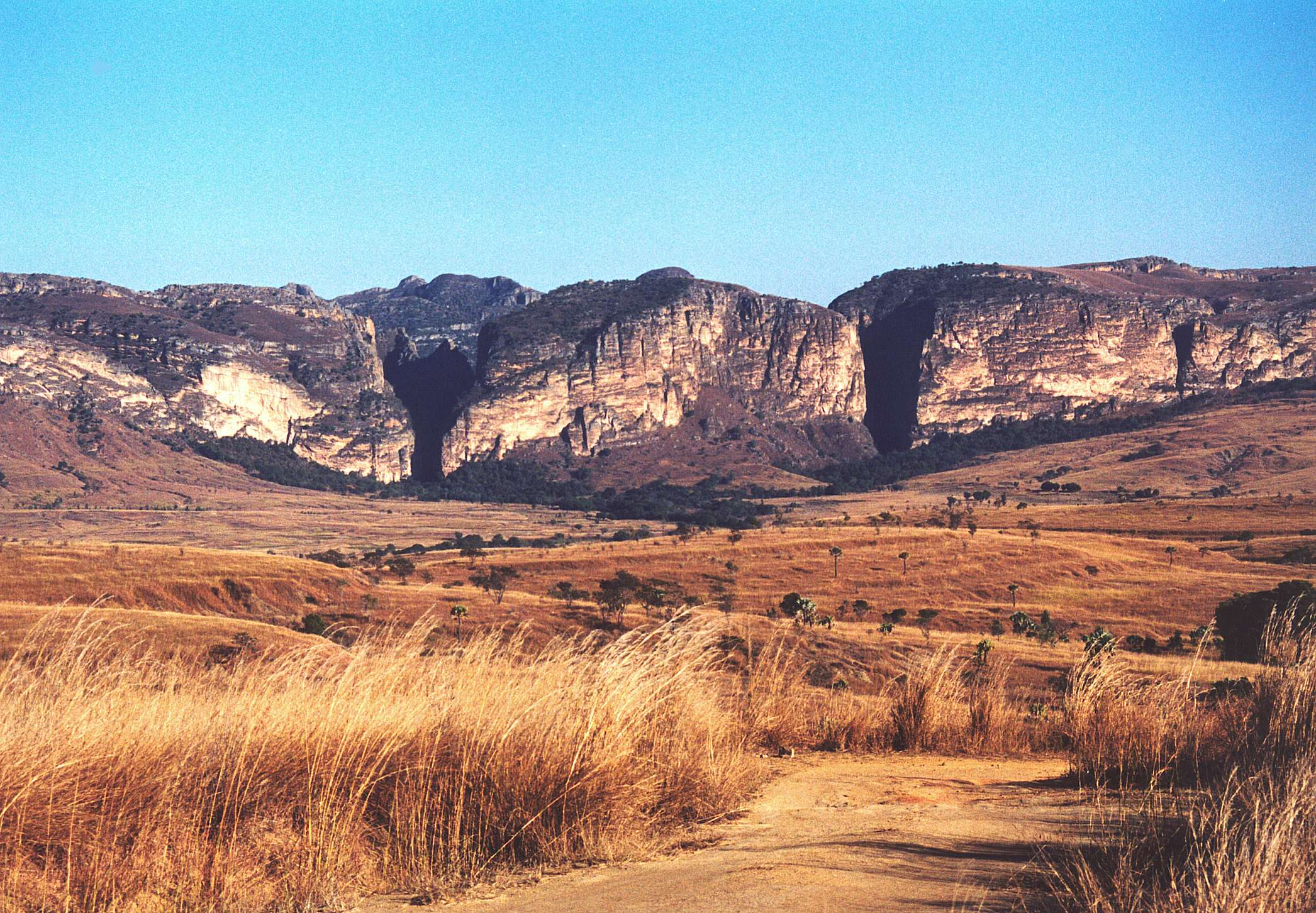
Parque nacional Isalo.
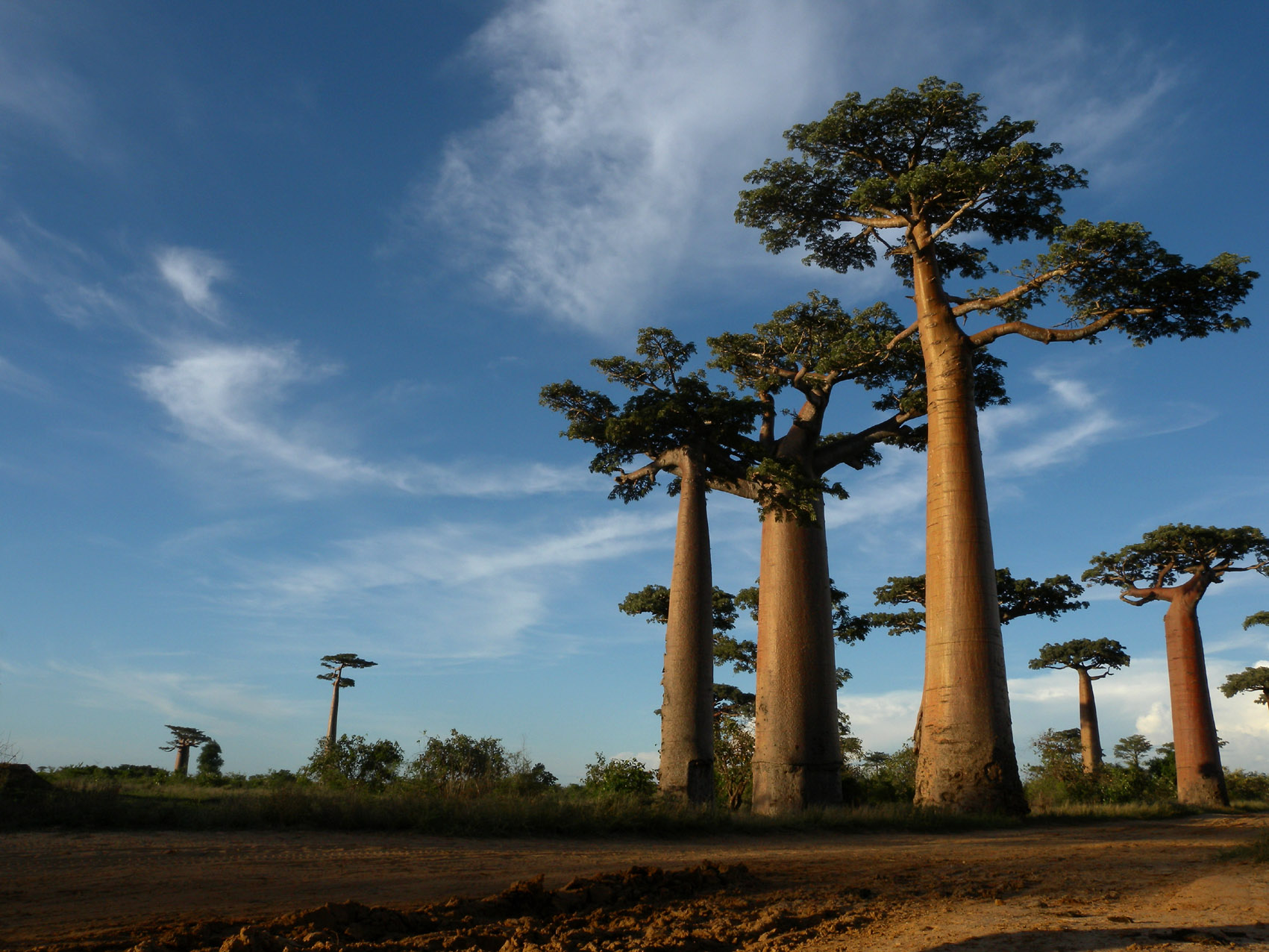
Avenida de los baobabs.
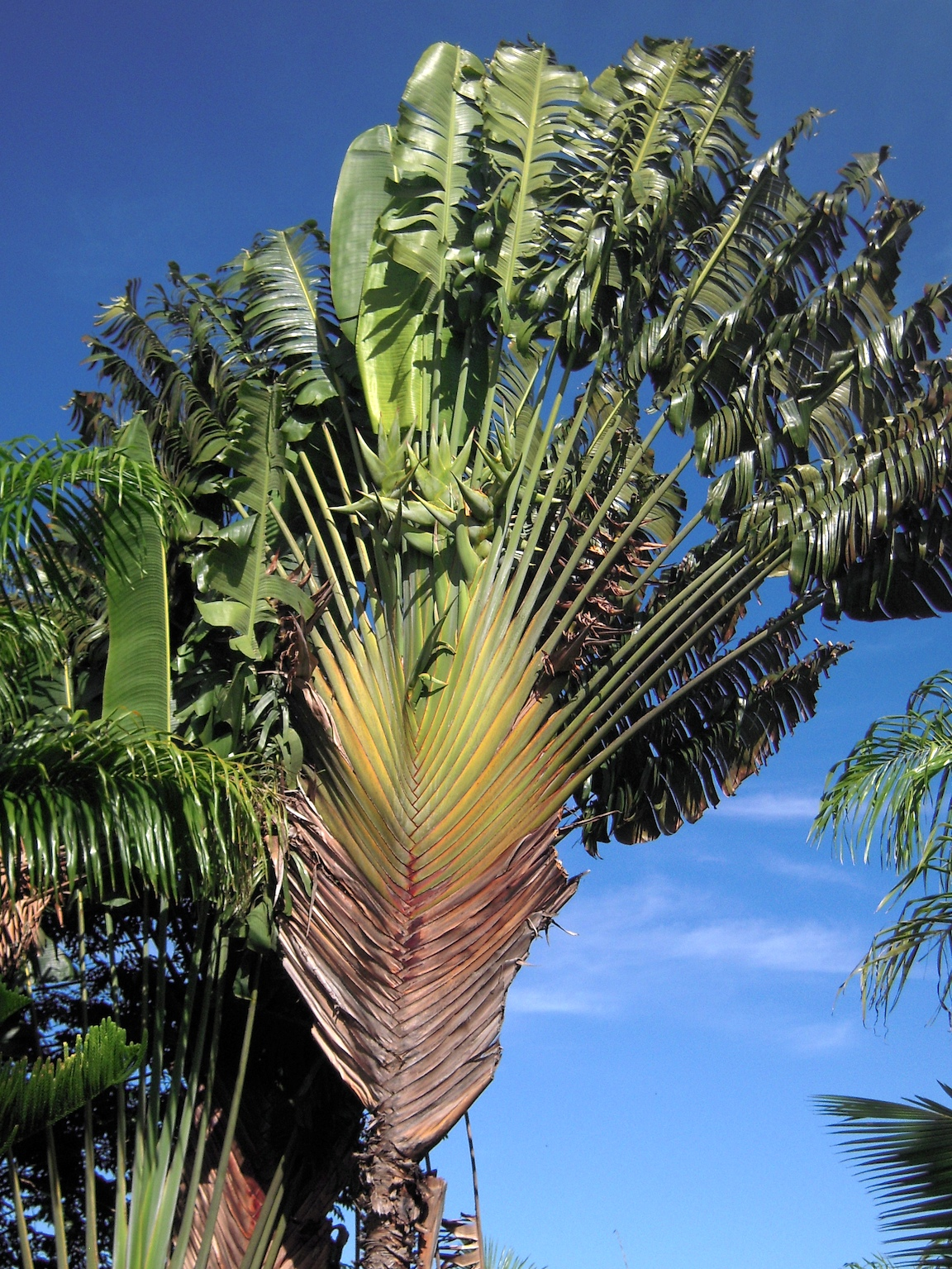
La palma del viajero es un icono del país.

Madagascar ha perdido el 44% de su cubierta forestal desde la década de 1950. Cada año se destruyen entre 50.000 y 100.000 hectáreas de bosque.
A día de hoy se estima que Madagascar sólo mantiene el 10% de su masa forestal.

### Fauna

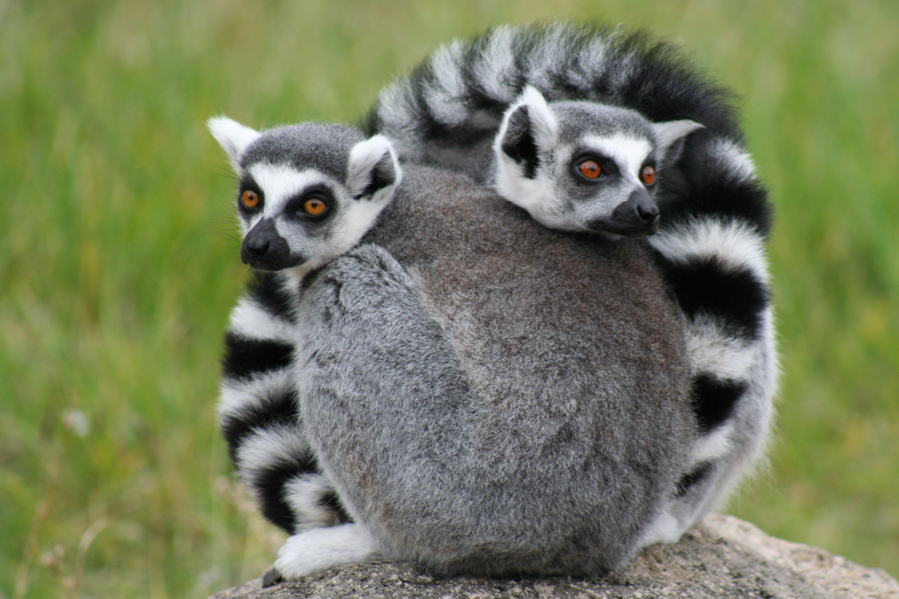
El lémur de cola anillada es una de las cien especies de lémur que solo se encuentran en Madagascar.

Madagascar tiene una de las faunas más variadas y especiales del mundo con mayoría de animales endémicos como los lémures, el geco diurno de Madagascar, la boa de Madagascar, la tortuga radiada, la tortuga angonoka, la tortuga colaplana y la tortuga araña, dos géneros de iguánidos de la familia Opluridae (de las pocas iguanas que se encuentran fuera del Nuevo Mundo), así como aproximadamente la mitad de todas las especies de camaleones conocidas. Entre los predadores se encuentran la fosa, y el cocodrilo del Nilo. La razón del porqué tiene tantos animales endémicos tiene que ver con que, a pesar de su cercanía actual al continente africano, Madagascar formaba parte en su origen del subcontinente indio del cual se separó hace unos 88 millones de años y así su aislamiento ha favorecido la conservación de especies únicas en el mundo.
Respecto a las aves, Madagascar alberga, según el I.O.C., cinco familias de aves endémicas : berniéridos (Bernieridae), braquipterácidos (Brachypteraciidae), Leptosomídidos (Leptosomidae), mesitornítidos (Mesitornithidae) y las vángidos (Vangidae).

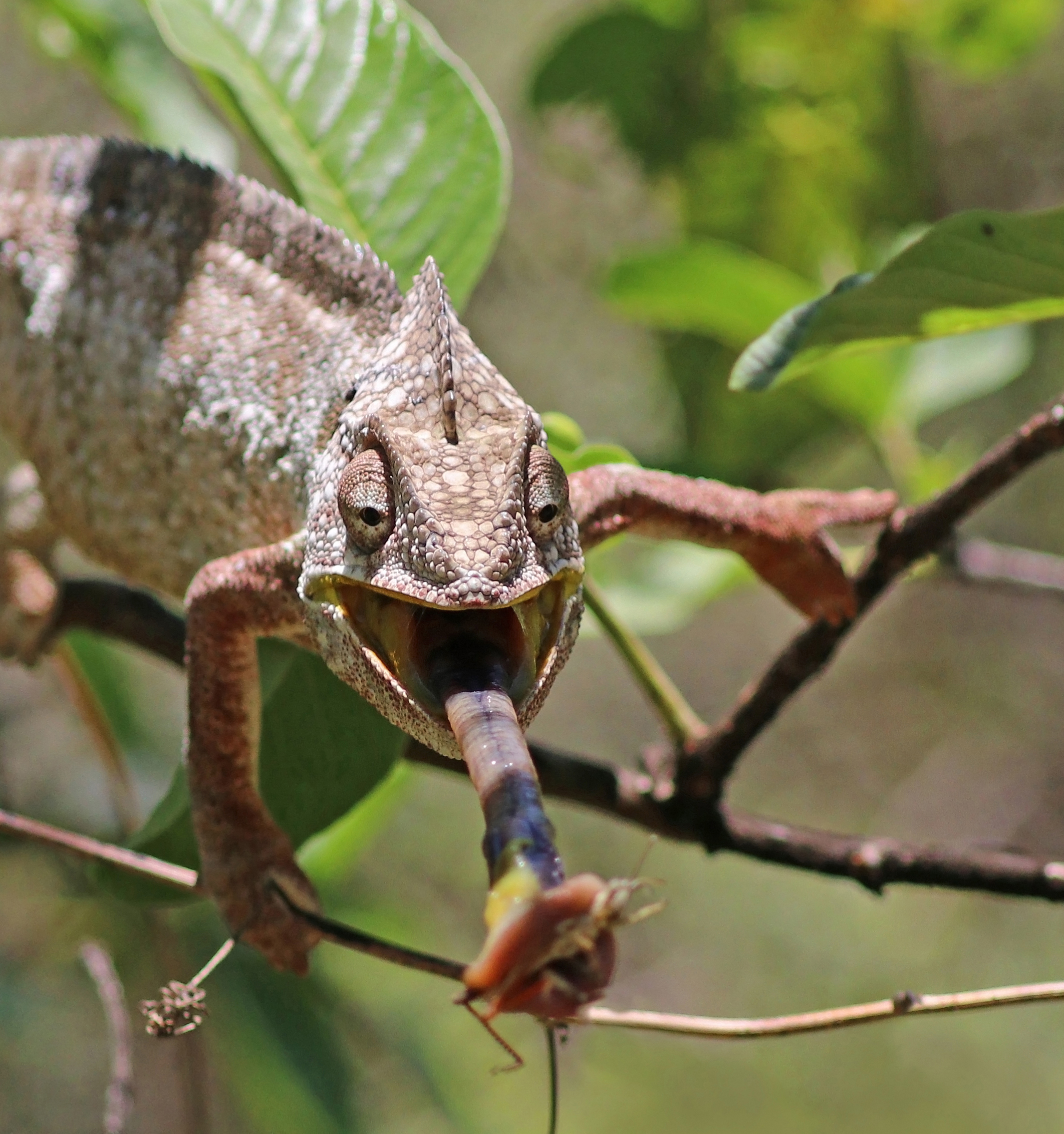
Un Camaleón Gigante de Madagascar (Furcifer oustaleti)

Adicionalmente, los Leptosomídidos (Leptosomidae) son la única familia perteneciente al orden Leptosomiformes que, como consecuencia, sería también un orden endémico de Madagascar.
Hasta su extinción en el siglo XVII, en la isla vivió el pájaro elefante, que con más de media tonelada de peso, ha sido el ave más pesada de la Tierra.
Debido a su aislamiento, las especies han evolucionado de manera independiente a sus ancestros. Por ejemplo, en la isla hay una clase de orquídea como en otros lugares del mundo, pero con una diferencia: la especie de mariposa encargada de comerse el néctar y asegurar así la reproducción de esa planta no está presente en Madagascar. ¿Cómo hizo la orquídea para sobrevivir? Unos científicos se formularon esa pregunta y se pusieron a investigar. Su conclusión fue que la orquídea había adaptado su estructura exterior a un pájaro muy común en la isla, acortando el conducto porque el pico del pájaro también era más corto que la trompa de una mariposa. De esa forma, esta orquídea evolucionó a una nueva rama de orquídeas dentro de la familia a la cual pertenecía. En cuestión de anfibios, su población está constituida casi únicamente por ranas; el 99% de las 373 especies son endémicas, incluyendo la rana Mantella cowanii, especie en peligro crítico que sólo se encuentra en el altiplano central.
El 96% de las especies de lémures se consideran en peligro de extinción. En 2070, el 95% del hábitat de los lémures podría quedar destruido debido a la deforestación y al calentamiento global.

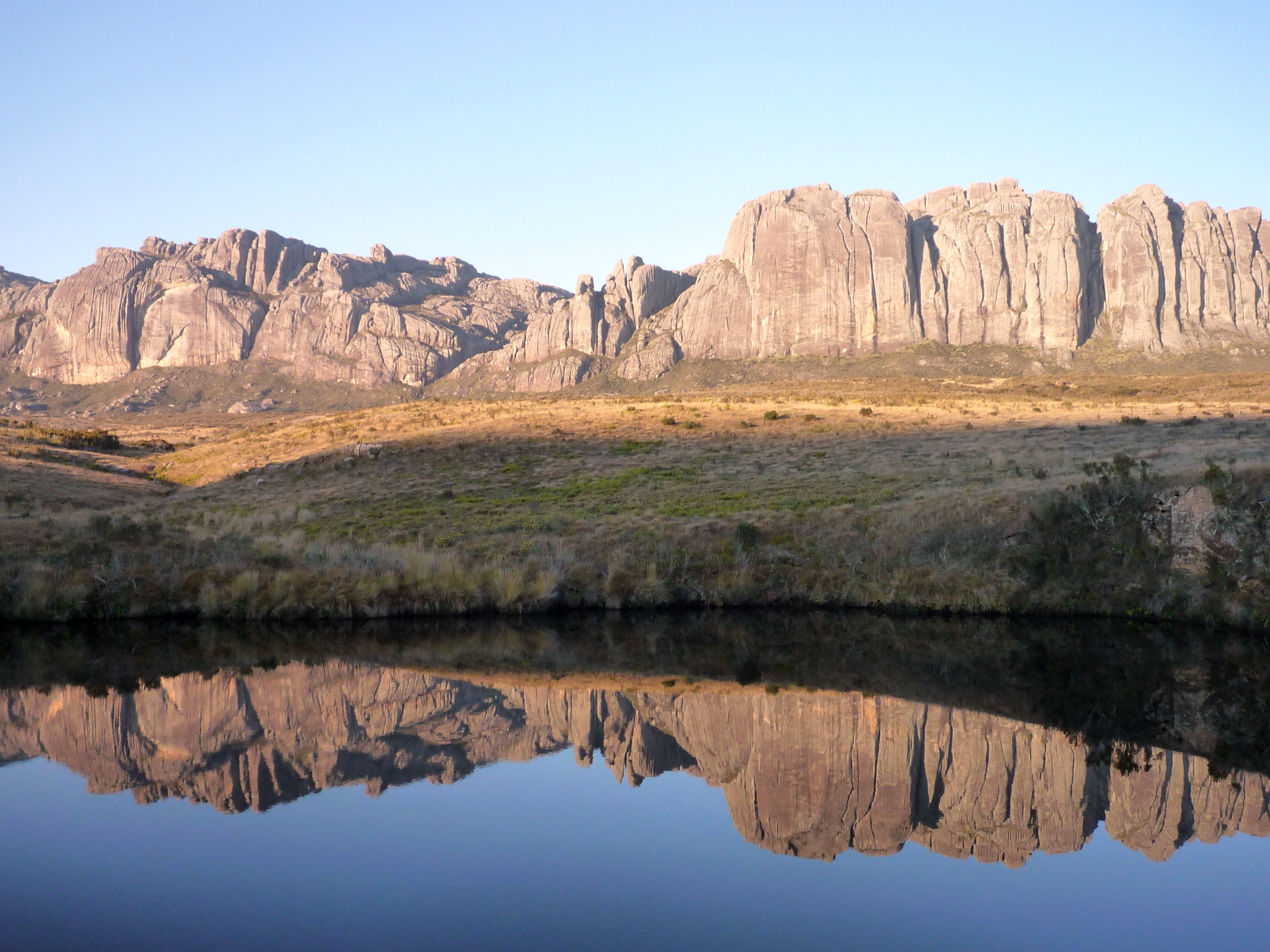
Domos de Granito en Andringitra

### Relieve
El relieve divide el país en tres bandas: al este, una estrecha franja de acantilados se aplana bruscamente en una delgada llanura costera bordeada por el océano Índico; altas mesetas en el centro; y, por último, al oeste, una zona más amplia y extendida ocupada por llanuras aluviales de suaves pendientes hasta el canal de Mozambique.
Las altiplanicies centrales en dirección norte-sur tienen una altitud de entre 800 y 1.500 m y cubren el 60% de la isla; se elevan bruscamente al acercarse al país desde la costa Este y descienden mucho más suavemente hacia las vastas llanuras del Oeste. Las altiplanicies presentan tres macizos principales: al norte, el Tsaratanana, que cuenta con el pico más alto de la isla (un pico volcánico de 2.876 m de altura, el Maromokotro), en el centro el macizo volcánico de Ankaratra con 2.642 m de altura en Tsiafajavona y al sur el Andringitra, que culmina en el pico Boby a 2.658 m.
Además de estas grandes cadenas montañosas, la cadena de Tsiafapandroaka, con una altitud media de 508 m, también se encuentra al norte, a unos treinta kilómetros al noroeste de Maromokotro, en la región de Diana. Siempre en la misma región, la cordillera de Andrafiamena se eleva a 760 m de altitud. Forma parte de la zona protegida de Andrafiamena-Andavakoera.
Al suroeste, repartida entre las comarcas de Menabe y Atsimo-Andrefana, se encuentra la cordillera de Makay, de 120 km de largo y 50 km de ancho, que alcanza unos 750 m de altitud. Esta abrupta cadena montañosa, surcada por numerosos cañones, sigue siendo poco conocida por los turistas. Más al sur, en la región de Ihorombe, se encuentra el macizo de Isalo, muy original por su relieve ruiniforme y sus cañones, y que ha sido designado parque nacional por estas razones14. Su altitud alcanza los 1.304 m en Mitsinjoroy15. Al sur y al sureste, en dirección a la costa oriental, se encuentran los montes Ivakoany, que alcanzan los 1.644 m de altitud. A partir de aquí, los montes de Kalambatritra (1.842 m) se elevan hacia el norte, separando el valle del Onilahy (que fluye hacia el canal de Mozambique) del del Ionaivo (que desemboca hacia el norte en el Mananara)16 .
La costa oriental está bordeada de lagunas protegidas por un arrecife de coral. La costa noroccidental (en el canal de Mozambique) cuenta con numerosas islas, entre ellas Nosy Be y Nosy Mitsio.

### Geología
La tectónica de placas muestra que probablemente en el Permo-Triásico (250-200 Ma), Madagascar, el resto de África, India, Australia, la Antártida y Sudamérica estaban unidos en un supercontinente llamado Gondwana. Hace 250 millones de años, Gondwana se separó para formar los cinco continentes: tras una fase inicial de rifting que comenzó en el Permo-Triásico, siguió una fase de apertura oceánica desde el Jurásico Medio hasta el Cretácico Superior (180-70 Ma) con la formación de la Cuenca Somalí en el norte y la Cuenca de Mozambique en el sur, unidas por la Arruga de Davie que arrastró la Placa Indo-Malgache hacia el sur.
La extensión de la dorsal central del Índico hace 150 millones de años separó la India de Madagascar con un episodio de compresión a lo largo de la arruga de Davie, que luego fue exhumada. Durante esta oceanización, la India ascendió de sur a norte hacia Asia, hace entre 150 y 50 millones de años, a un ritmo estimado de unos 15 cm/año, lo que provocó una colisión con la antigua placa euroasiática (el antiguo Tíbet), causando la elevación del Himalaya y la expulsión del bloque indochino hacia el sureste.
El adelgazamiento de la litosfera y el levantamiento astenosférico alrededor de Madagascar sugieren que la isla ha estado experimentando una extensión E-O desde el Mioceno, contemporánea y paralela a la apertura de la grieta de África Oriental. El rifting afromalgache que se está produciendo actualmente es, por tanto, una prueba de la reanudación, desde el Neógeno, del desmantelamiento de Gondwana.
Este origen permite explicar la existencia de una fauna y una flora comunes a Madagascar y a los continentes meridionales de África, Asia y América, así como perfiles geológicos muy similares.
Sin embargo, el aislamiento de Madagascar a lo largo del tiempo geológico ha dado lugar a una evolución única de su flora y fauna. Como resultado, la Gran Isla alberga especies especiales que no existen en ningún otro lugar (endémicas), de las que los lémures son un famoso ejemplo (aunque también se pueden encontrar en el archipiélago de las Comoras). Desde el punto de vista geológico, la estructura de la Gran Isla refleja todos los periodos de la historia del planeta.
El punto más alto de Madagascar es Maromokotro, en el macizo de Tsaratanana, en el macizo volcánico septentrional, que se eleva a 2.876 m de altitud.
Gracias a su relieve, Madagascar posee un auténtico mosaico de paisajes. La isla presenta contrastes entre el matorral del extremo Sur, los bosques húmedos del Este, las altas mesetas graníticas del Centro, a veces coronadas por macizos volcánicos, y las sabanas de las colinas sedimentarias del Oeste.
Aunque Madagascar forma parte de África, a veces se le denomina "el octavo continente''.Dos tercios de la isla están formados por rocas precámbricas que se han deformado y metamorfoseado varias veces, la última durante la formación de Gondwana hace 540 millones de años.
En el extremo oriental, en torno a la bahía de Antongil y cerca de Mananjary, aparecen gneises del Arcaico de unos 3.200 millones de años, que se correlacionan con rocas idénticas del cratón de Dharwar, en el oeste de India. Al oeste sigue una estrecha zona de rocas sedimentarias muy metamórficas y basaltos que documentan los restos de una antigua cuenca oceánica que fue subducida a finales del Precámbrico. Las tierras altas centrales se componen de granitos y gneises del Arcaico tardío, en los que se pliegan tres grandes cinturones de piedra verde ricos en recursos.
En el sur de la isla se encuentran rocas del Proterozoico Medio, que estuvieron expuestas a temperaturas metamórficas especialmente altas, de más de 1000 °C. La parte norte de la isla contiene rocas volcánicas del Proterozoico Tardío, granitos y rocas sedimentarias de un arco insular, que no se incorporó hasta el Cámbrico.
El tercio occidental de la isla está formado por rocas sedimentarias planas de edades comprendidas entre el Carbonífero superior y el Cretácico. Las rocas carboníferas locales se depositaron en cuencas intramontanas desde el Carbonífero superior hasta el Triásico; no fue hasta el Jurásico cuando se abrió el Canal de Mozambique, que dio acceso al océano abierto.

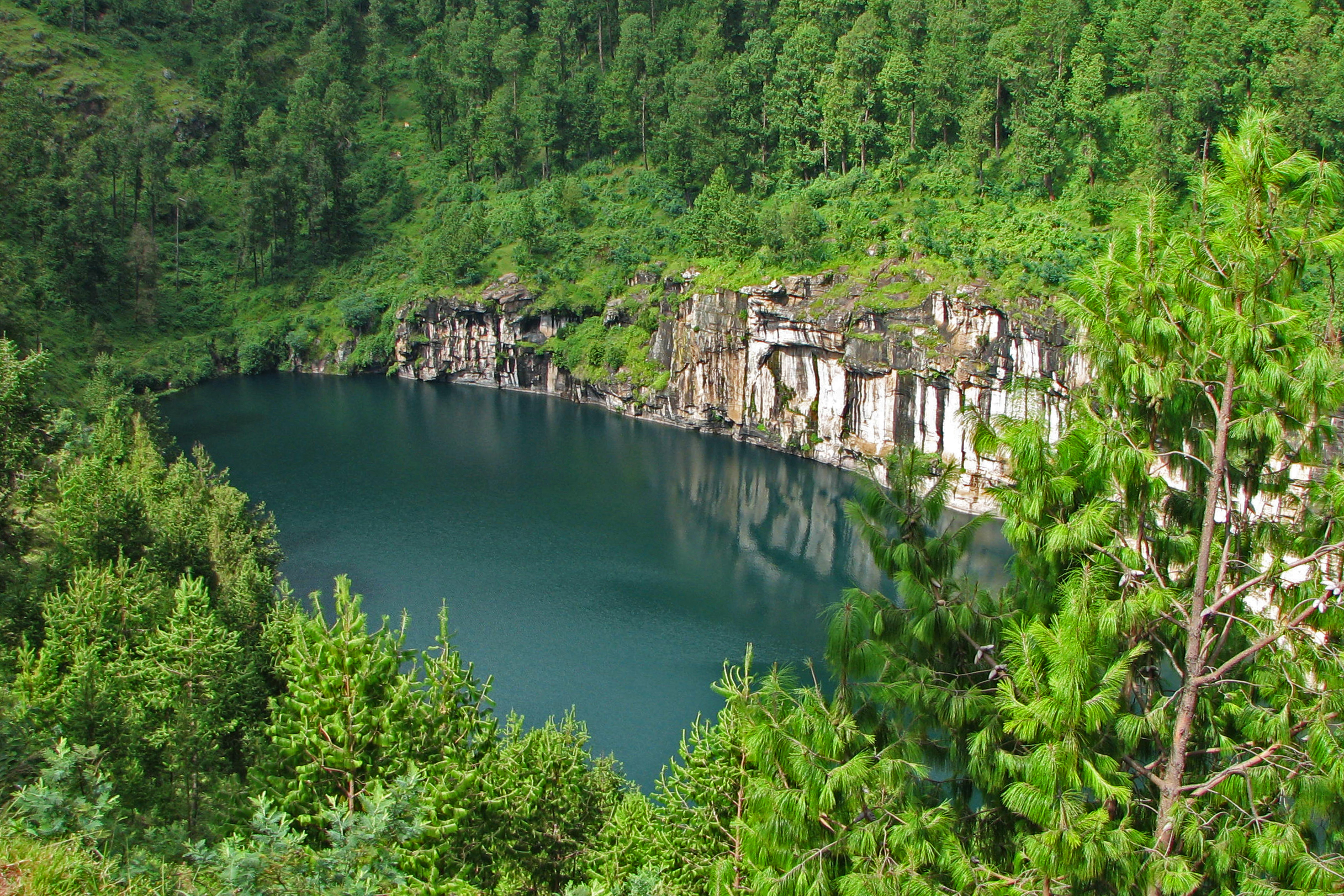
El Lago Tritriva rodeado de Bosques en Madagascar

### Clima
Madagascar se divide en cinco zonas climáticas:
en el norte y noroeste, la región recibe abundantes precipitaciones anuales durante la estación monzónica, que dura de diciembre a abril. El clima es tropical, con temperaturas que oscilan entre los 15 y los 37 °C;
la costa oriental, de noreste a sureste, tiene un clima tropical húmedo, y la costa recta está expuesta a los vientos alisios y a los devastadores ciclones tropicales entre enero y marzo de cada año;
la gran región occidental de Madagascar es menos lluviosa que la anterior y se caracteriza por la sabana. Las temperaturas oscilan entre 6 y 37 °C;
en el centro de la isla, las tierras altas se encuentran a una altitud de entre 1.200 y 1.500 metros. El clima puede describirse como subtropical, con precipitaciones predominantes en verano y temperaturas medias anuales en torno a los 20 °C ;

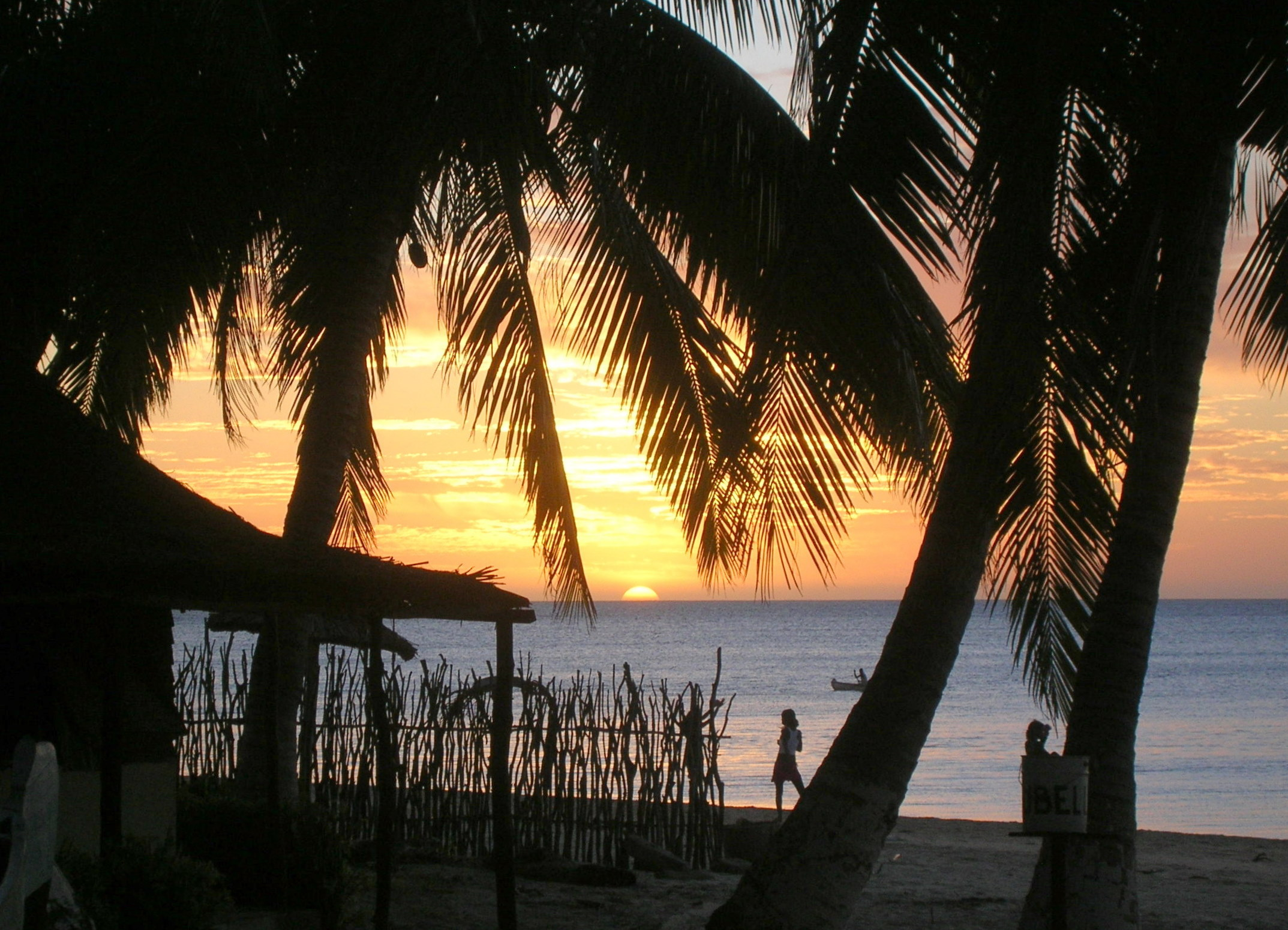
Puesta de sol en Ifaty Madagascar

El extremo sur de la isla es muy seco y las precipitaciones son escasas. El rango de temperaturas es muy amplio, de -6 a 40 °C. El clima es subdesértico.
La isla está influenciada por los vientos alisios y el monzón. Hay dos estaciones: la estación lluviosa (estación cálida), de noviembre a abril, y la estación seca (estación fría), de mayo a octubre.
En el pasado, las grandes variaciones climáticas y medioambientales ("hipervariaciones") parecen haber afectado a ciertas partes de la isla, lo que podría explicar el "enanismo" de ciertas especies de lémures.
Madagascar está especialmente expuesta al cambio climático. La isla fue clasificada como el séptimo país más afectado por el cambio climático en 2017 por el Índice de Riesgo Climático Global. En un estudio publicado por WWF en marzo de 2019, la ONG escribió que "los resultados de las proyecciones de los científicos para la Isla Grande son alarmantes. Incluso si limitamos el aumento de la temperatura de la Tierra a 2 °C -el objetivo fijado por los países firmantes del Acuerdo de París-, la situación climática será insostenible para el 25 % de las especies de Madagascar. Esto conducirá a su extinción en la década de 2080".
A finales de enero de 2022, la tormenta Ana causó la muerte de 48 personas y el desplazamiento de 72.000 malgaches que perdieron sus hogares.

## Economía
La agricultura, incluida la pesca y la silvicultura, son el pilar de la economía. Supone el 34 % del PIB y contribuye más del 70 % a los ingresos por exportación. La industria presenta la fabricación de tejido y el procesamiento de productos agrícolas. Entre 1992 y 1997, la emigración aumentó menos que la tasa de crecimiento de la población. El crecimiento económico se ha contenido por huelgas antigubernamentales y manifestaciones, la disminución de la demanda mundial de café y el compromiso errático del gobierno respecto a la reforma económica. Hay obstáculos importantes en el camino de la realización en Madagascar de su considerable potencial de crecimiento: el avance de las reformas del gobierno, además de la ayuda financiera e inversión extranjera que serán claves determinantes para su desarrollo. En el período 2015-18, el crecimiento debería estar en el rango del 62 %.
Madagascar es el mayor mercado de canela de África. La emisión de sellos postales, principalmente destinados al coleccionismo filatélico, es también una importante fuente de ingresos para su economía.
En 2000, Madagascar emprendió la preparación de los Documentos de Estrategia para la Reducción de Pobreza (PRSP) bajo la iniciativa de los Países Pobres Altamente Endeudados (HIPC). El Fondo Monetario Internacional y el Banco Mundial concluyeron en diciembre de 2000 que el país era elegible para la Iniciativa HIPC, y Madagascar ha alcanzado el punto de decisión para el alivio de deudas. El 1 de marzo de 2001, el Fondo Monetario Internacional concedió al país 103 millones de dólares para el período 2001-03, bajo la Instalación de Crecimiento y Reducción de Pobreza (PRGR). Los recursos liberados de HIPC se dirigirán a mejorar el acceso a la salud, educación, caminos rurales, agua y apoyo directo a comunidades. Además, el 7 de marzo de 2001, el Club de París aprobó una cancelación de deuda de 161 millones de dólares. El 28 de febrero de 2001, el Banco Africano de Desarrollo (BAFD) aprobó bajo el HIPC una cancelación de deuda de 71,46 millones de dólares y en junio de 2001 concedió un crédito adicional de 20 millones de dólares para luchar contra el sida y la pobreza.
La pobreza afecta al 92% de la población en 2017. El país ocupa el cuarto lugar del mundo en cuanto a desnutrición crónica. Casi uno de cada dos niños menores de cinco años sufre retraso en el crecimiento. Además, Madagascar se encuentra entre los cinco países donde el acceso al agua es más difícil para la población. Doce millones de personas no tienen acceso al agua potable, según la ONG WaterAid.
En 2019, solo el 15% de la población tiene acceso a la electricidad. Esta tasa no ha cambiado desde hace ocho años. La mayoría de la gente utiliza velas o lámparas de parafina para la iluminación.
En 2021, más de un millón de personas sufren de inseguridad alimentaria aguda en el sur de Madagascar.
Según el Índice mundial de innovación, a cargo de la Organización Mundial de la Propiedad Intelectual, en 2024, Madagascar se ubicó en lugar 110 en innovación entre 133 países del mundo;mientras que en 2023 ocupó el lugar 107 y el lugar 106 en 2022.

## Demografía
En 2018, Madagascar tiene una población de 25 674 196 habitantes. Su esperanza de vida es de 67 años. El promedio de hijos por mujer es de 5,24. El 76,7 % de la población está alfabetizada.
La población malgache es predominantemente una mezcla de origen malayo y africano. Investigaciones recientes sugieren que la isla estuvo deshabitada hasta la llegada de navegantes malayos, aproximadamente en el siglo I de nuestra era, a través del sur de la India y del este de África, de donde adquirían esposas y esclavos africanos. Migraciones posteriores, tanto de Asia como de África, consolidaron esta original mezcla, y surgieron 18 grupos tribales diferentes. Los rasgos malayos son más predominantes en las personas que habitan en la parte central de la isla, los Merina (3 millones de personas) y los Betsileo (2 millones). Los habitantes de las costas son de origen africano.
Los grupos costeros más grandes son los Betsimisaraka (1,5 millones) y los Tsimihety y Sakalava (700.000 personas cada uno).
El idioma es el malgache, de origen malayo-polinesio, cercanamente emparentado con las lenguas borneanas y que se habla en toda la isla. El francés, antiguo idioma colonial, está muy poco extendido fuera del ámbito urbano.
La mayor parte de la población sigue prácticas religiosas tradicionales, que enfatizan los vínculos entre la vida y la muerte, en la creencia de que la muerte los une a sus ancestros en el rango de divinidad y que estos están muy interesados en el destino de sus descendientes vivos. Esta comunión espiritual es celebrada por los Merina y los Betsileo mediante la práctica del Famadihana o «regreso de la muerte». En este ritual, los restos de los parientes se extraen de la tumba familiar, envueltos en nuevos sudarios de seda y se retornan nuevamente a la tumba siguiendo unas ceremonias festivas en su honor.
La mayoría de la población es cristiana, dividida por igual entre católicos y protestantes. También se da el sincretismo entre los diferentes cultos, por lo cual los pastores asisten a ritos de famadihana y los creyentes bendicen a sus muertos antes de comenzar con los rituales de entierro tradicionales.

### Diversidad étnica
Si bien es cierto que existen 18 grupos étnicos en Madagascar, la diversidad no es étnica, sino geográfica, política y económica. La amalgama de pueblos de Oriente, Sudeste asiático, África y Arabia se encuentra en todos los grupos, de norte a sur. Todos los clanes tienen una cultura original común.
Sin embargo, existe otro punto de vista, ya que en Madagascar hay una gran diferencia entre las etnias (y no tribus) ambaniandro (literalmente, los que nacieron bajo el día), representadas esencialmente por el grupo merina, y las etnias llamadas "costeras" (esencialmente de origen bantú).
Aunque, como en toda sociedad, la mezcla étnica existe y se desarrolla en el marco del concepto de "fihavanana" (un particular espíritu de consenso) y gracias a las influencias "occidentales" y al desarrollo del comercio mundial (por parte de la juventud malgache), persiste una especie de racismo latente, imperceptible para los "vahiny" (huéspedes, visitantes), derivado de la gran historia y los fundamentos de la civilización malgache y, en particular, de las guerras de conquista entre los reyes y reinas Mérina (de las altas mesetas malgaches) y, principalmente, los Sakalava de la costa occidental de Madagascar. Este racismo también existe hacia los "Mérinas" y por parte de los súbditos de ciertos reinos "Sakalava" (los "Vézos" y los "Boina" en particular).
Las diferencias culturales son notables entre los pueblos del litoral y los del altiplano, aunque el culto a los antepasados está muy extendido en todas partes y la esperanza de una "vida" mejor después de la muerte (el paraíso) hace que, en general, los malgaches sean más bien fatalistas ante los azares de la vida terrenal.

### Diáspora
De la década de 1880 a la de 1970, la emigración siguió siendo escasa. En el contexto colonial, estaba vinculada a los estudios cursados por los hijos de la burguesía malgache -que a menudo optaban por regresar al país donde encontrarían buenas perspectivas- o a las carreras militares. Posteriormente, se desarrolló tras la llegada al poder de Didier Ratsiraka en 1975, con el deterioro de las condiciones de enseñanza y de la economía del país que llevó a más estudiantes a abandonar el país y, sobre todo, a instalarse definitivamente en Francia. Desde principios de los años 90, los flujos migratorios no han dejado de crecer. El número de emigrantes malgaches en el mundo se estimaba en 58.000 en 1990 y en 170.000 en 2015. La mayoría de los malgaches emigran a Europa. Alrededor de nueve de cada diez emigrantes viven en Europa, el 85% de ellos en Francia.
La diáspora malgache mantiene fuertes vínculos con Madagascar. Agrupada en más de 240 asociaciones sólo en Francia, transfiere cada año a Madagascar unos 86 millones de euros.

### Familias
La primera definición de la familia malgache es un círculo muy amplio, comparado con la noción de familia europea moderna.Si el linaje genético se define hasta los tatarabuelos, la familia comienza en este punto conocido.Y el matrimonio se hace difícil entre sobrinos...De ahí la importante noción de "ser de la misma razana" (antepasado, lugar de enterramiento, etc.).
La segunda definición es la de una familia de mutuo acuerdo, formada por lazos muy serios de apoyo mutuo reforzados por la confianza recíproca. Al no existir vínculo de sangre, es posible el matrimonio. La tercera definición es la del vínculo histórico vivido.Por ejemplo, un seto de plantas que sirvió (en el pasado) para esconderse del enemigo, un animal que encarna a los antepasados o todo lo contrario, entonces estas especies de seres vivos son masina (veneradas) o no se pueden utilizar, matar o comer: fady (prohibido o tabú).

### Idiomas
El malgache es la lengua nacional de Madagascar, pero cada región tiene también su propia lengua materna. El francés es la segunda lengua oficial, hablada por alrededor del 26,5% de la población, es decir, 7,7 millones de personas de una población de 29,1 millones en 2022. Según las estadísticas de la Academia Malgache, en 2012, el 0,57% de los malgaches hablaba únicamente francés, el 15,87% lo hablaba ocasionalmente y el 83,61% solo entendía el malgache. El inglés también fue brevemente lengua oficial de 2007 a 2010. Sin embargo, la nueva Constitución de noviembre de 2010 sólo menciona el malgache (lengua nacional) y el francés como lenguas oficiales, habiendo desaparecido otras lenguas del texto.
A pesar de la diversidad de la población, que está en el origen de las diferentes lenguas habladas en toda la isla, ha surgido una lengua común: el malgache. El malgache se ha convertido en la lengua oficial y principal del país: la lengua Imerina (región de Tananarive y Ambohimanga) fue elegida como lengua oficial debido a una larga tradición de escritura que se remonta a la primera mitad del siglo XIX. Desde el punto de vista lingüístico, el malgache pertenece a la familia austronesia. Por tanto, el malgache pertenece al grupo malayo-polinesio occidental.
Las primeras herramientas lingüísticas se crearon en 1828, pero el primer texto se publicó en 1835. La publicación de la Biblia en malgache estableció rápidamente el modelo de una lengua escrita y un estilo noble. Los manuscritos malgaches del siglo XIX (principalmente discursos reales, genealogías y relatos de acontecimientos y viajes importantes) son relativamente numerosos, pero muchos de ellos fueron destruidos durante la conquista colonial francesa.
Al final de la monarquía merina se publicaban en Antananarivo una decena de periódicos, pero la colonización de 1896 provocó la supresión de la prensa malgache. Sin embargo, los periódicos de la época tenían la costumbre de publicar poemas y prosa literaria (cuentos, fábulas, relatos cortos, etc.) en malgache. Hoy en día, la prensa y la literatura malgaches parecen estar muy vivas. Sin embargo, el mercado editorial malgache sigue siendo muy limitado debido al elevado coste de producción de los libros.
En la Constitución de 1992 no se mencionaba ninguna lengua oficial, aunque se señalaba el malgache como lengua nacional. Sin embargo, muchas fuentes seguían afirmando que el malgache y el francés eran lenguas oficiales del país, lo que llevó a un ciudadano a iniciar un proceso judicial contra el Estado en abril de 2000, alegando que la publicación de documentos oficiales sólo en francés era inconstitucional. El Alto Tribunal Constitucional observó en su decisión que, a falta de una ley lingüística, el francés seguía teniendo carácter de lengua oficial.
Madagascar también es miembro de la Organización Internacional de la Francofonía.
Las regiones de Analamanga, Atsinanana y Menabe pertenecen a la Asociación Internacional de Regiones Francófonas y a la Asociación Internacional de Maestros Francófonos (AIMF).

### Religión
Los grupos religiosos locales declaran que el 70% de la población es cristiana, desglosada de la siguiente manera: Cristianos Católicos (34% de la población), Iglesia Presbiteriana de Jesucristo en Madagascar (Iglesia FJKM, 18%), luteranos (14%) y anglicanos (4,5%) en 2022.
A principios de 1835, la reina Ranavalona I persiguió enérgicamente a los primeros conversos al cristianismo en un intento por frenar lo que ella consideraba la influencia cultural y política europea en la isla.
La Iglesia católica en Madagascar tiene sus orígenes en la misión jesuita de Madagascar en 1844. La primera iglesia se construyó en 1857.
En 1869, su sucesora, la reina Ranavalona II, se convirtió al cristianismo y fomentó la actividad misionera cristiana, quemando los sampy (ídolos reales) en una ruptura simbólica con las creencias tradicionales.
Además del culto a los antepasados, otras religiones orientales también están presentes en la isla. El Islam llegó a la isla en la Edad Media de la mano de árabes y comerciantes musulmanes somalíes, que establecieron varias escuelas islámicas a lo largo de la costa oriental. Aunque la astrología islámica se ha extendido por toda la isla, la religión islámica no logró establecerse inicialmente, salvo en un puñado de localidades costeras del sureste, antes de expandirse por toda la isla en los últimos años.
En la actualidad, los musulmanes representan una minoría de la población malgache (15%) y se concentran sobre todo en las provincias noroccidentales de Mahajanga y Antsiranana (Diego Suárez). Los musulmanes se reparten entre las etnias malgache, indopaquistaní y comorana. Más recientemente, el hinduismo fue introducido en Madagascar por inmigrantes de la región india de Kâthiâwar a finales del siglo XIX. La mayoría de los indios de Madagascar hablan gujarati o hindi.
Un templo hindú se encuentra actualmente en Ivandry
El animismo también está presente entre ciertos grupos étnicos del sur de la isla. A pesar del predominio del cristianismo, el papel de los ombiasy (un tipo de chamanes), que son adivinos, astrólogos y hechiceros en la sociedad betsilea, sigue siendo importante para algunos grupos. Se supone que los ombiasy son capaces de manipular la magia y conversar con los antepasados.
Se les puede consultar por motivos que van desde problemas de salud a envenenamientos, pasando por la geomancia y la agricultura. Para protegerse de las balas de las armas de fuego, fabrican Moara (objetos mágicos). El ombiasy puede hacer tanto el bien como el mal, y esto es lo que le distingue del brujo, que sólo hace el mal. Es él quien decide la fecha propicia para una fiesta como la famadihana, basándose en la posición de las estrellas y el calendario lunar. Es respetado y temido por algunos de los habitantes de la isla porque es la única persona que domina los conocimientos que posee.
Famadihana celebra la memoria de un ser querido. Es una ocasión para que la familia y la comunidad se reúnan en un ambiente festivo .A menudo se invita a los habitantes de los pueblos vecinos.Se sirve comida y ron, acompañados por una compañía de Hira Gasy u otros espectáculos musicales.

### Educación
Antes del siglo XIX, toda la educación en Madagascar era informal y solía servir para enseñar habilidades prácticas y valores sociales y culturales, como el respeto a los antepasados y los ancianos. La primera escuela formal de estilo europeo fue fundada en 1818 en Toamasina por miembros de la London Missionary Society (LMS). La LMS fue invitada por el rey Radama I a extender sus escuelas por toda Imerina para enseñar alfabetización básica y aritmética a los niños de la aristocracia. Las escuelas fueron cerradas por Ranavalona I en 1835, pero volvieron a abrirse y ampliarse en las décadas posteriores a su muerte.
A finales del siglo XIX, Madagascar contaba con el sistema escolar más desarrollado y moderno del África subsahariana precolonial. El acceso a la escolarización se amplió en las zonas costeras durante el periodo colonial, y la lengua francesa y las habilidades laborales básicas se convirtieron en el centro del plan de estudios. Durante la Primera República poscolonial, la continua dependencia de los franceses como profesores, y del francés como lengua de enseñanza, disgustó a quienes deseaban una separación completa de la antigua potencia colonial. En consecuencia, bajo la Segunda República socialista, los profesores franceses y otros nacionales fueron expulsados, el malgache fue declarado lengua de enseñanza, y un gran número de jóvenes malgaches fueron formados rápidamente para enseñar en escuelas rurales remotas bajo la política de servicio nacional obligatorio de dos años.
Esta política, conocida como malgachización, coincidió con una grave recesión económica y un drástico descenso de la calidad de la enseñanza. Los escolarizados durante este periodo no solían dominar la lengua francesa ni muchas otras asignaturas y tenían dificultades para encontrar empleo, lo que obligaba a muchos a aceptar trabajos mal pagados en el mercado informal o negro que los sumían en una pobreza cada vez mayor. Exceptuando la breve presidencia de Albert Zafy, de 1992 a 1996, Ratsiraka permaneció en el poder de 1975 a 2001 y no consiguió mejoras significativas en la educación durante todo su mandato.
Durante el gobierno de Ravalomanana (2002-09) se dio prioridad a la educación, que actualmente es gratuita y obligatoria de los 6 a los 13 años. El ciclo de enseñanza primaria es de cinco años, seguido de cuatro años en el primer ciclo de secundaria y tres años en el segundo. Durante el primer mandato de Ravalomanana se construyeron miles de nuevas escuelas primarias y aulas adicionales, se renovaron los edificios más antiguos y se contrató y formó a decenas de miles de nuevos profesores de primaria. Se eliminaron las tasas de matriculación en primaria y se distribuyeron kits con material escolar básico a los alumnos de primaria.
Las iniciativas gubernamentales de construcción de escuelas han garantizado al menos una escuela primaria por fokontany y una escuela secundaria inferior en cada municipio. Hay al menos una escuela de secundaria superior en cada uno de los grandes centros urbanos. Las tres sedes de la universidad pública nacional se encuentran en Antananarivo, Mahajanga y Fianarantsoa. A éstas se suman las escuelas normales públicas y varias universidades y escuelas técnicas privadas.
Como consecuencia del mayor acceso a la educación, las tasas de matriculación se duplicaron con creces entre 1996 y 2006. Sin embargo, la calidad de la educación es deficiente, lo que se traduce en altas tasas de repetición de curso y abandono escolar. La política educativa del segundo mandato de Ravalomanana se centró en cuestiones de calidad, incluido un aumento de las normas mínimas de educación para la contratación de profesores de primaria, que pasaron de un certificado de fin de estudios medios (BEPC) a un certificado de fin de estudios secundarios (BAC), y un programa reformado de formación del profesorado para apoyar la transición de la instrucción didáctica tradicional a métodos de enseñanza centrados en el alumno para impulsar el aprendizaje y la participación de los estudiantes en el aula. El gasto público en educación fue del 2,8% del PIB en 2014. La tasa de alfabetización se estima en un 64,7%.
Madagascar ocupó el puesto 107 en el Índice Global de Innovación en 2023.

### Sanidad
Hay centros médicos, dispensarios y hospitales por toda la isla, aunque se concentran en las zonas urbanas y sobre todo en Antananarivo. El acceso a la atención médica sigue estando fuera del alcance de muchos malgaches, especialmente en las zonas rurales, y muchos recurren a curanderos tradicionales. Además del elevado gasto que supone la atención médica en relación con la renta media malgache, la prevalencia de profesionales médicos formados sigue siendo extremadamente baja.En 2010, Madagascar tenía una media de tres camas de hospital por cada 10.000 habitantes y un total de 3.150 médicos, 5.661 enfermeras, 385 trabajadores sanitarios comunitarios, 175 farmacéuticos y 57 dentistas para una población de 22 millones de habitantes. En 2008, el 15% del gasto público se destinó al sector sanitario. Aproximadamente el 70% del gasto en sanidad fue aportado por el gobierno, mientras que el 30% procedía de donantes internacionales y otras fuentes privadas. El gobierno proporciona al menos un centro de salud básico por comuna. Los centros de salud privados se concentran en las zonas urbanas y, en particular, en las del altiplano central.
A pesar de estas barreras de acceso, los servicios sanitarios han mostrado una tendencia a la mejora en los últimos veinte años. Las vacunaciones infantiles contra enfermedades como la hepatitis B, la difteria y el sarampión aumentaron una media del 60% en este periodo, lo que indica una disponibilidad baja pero creciente de servicios y tratamientos médicos básicos. La tasa de fertilidad malgache en 2009 fue de 4,6 hijos por mujer, descendiendo desde los 6,3 de 1990. Las tasas de embarazo adolescente del 14,8% en 2011, muy superiores a la media africana, son un factor que contribuye al rápido crecimiento de la población.
En 2010, la tasa de mortalidad materna fue de 440 por 100.000 nacimientos, frente a 373,1 en 2008 y 484,4 en 1990, lo que indica un descenso de la atención perinatal tras el golpe de Estado de 2009. La tasa de mortalidad infantil en 2011 fue de 41 por cada 1000 nacimientos, con una tasa de mortalidad de menores de cinco años de 61 por cada 1000 nacimientos. La esquistosomiasis, la malaria y las enfermedades de transmisión sexual son comunes en Madagascar, aunque las tasas de infección de sida siguen siendo bajas en relación con muchos países de África continental, con un 0,2 por ciento de la población adulta.
La tasa de mortalidad por malaria también se encuentra entre las más bajas de África, con 8,5 muertes por cada 100.000 habitantes, en parte debido a la mayor frecuencia de uso de mosquiteros tratados con insecticida en África. La esperanza de vida adulta en 2009 era de 63 años para los hombres y de 67 años para las mujeres.
Madagascar tuvo brotes de peste bubónica y peste neumónica en 2017 (2575 casos, 221 muertes) y 2014 (263 casos confirmados, 71 muertes). En 2019, Madagascar tuvo un brote de sarampión, que provocó 118 000 casos y 1688 muertes. En 2020, Madagascar también se vio afectado por la pandemia de COVID-19. Las tasas de subalimentación y hambre se situaron en el 42% en 2018. Según las Naciones Unidas, más de un millón de personas en el sur de Madagascar luchan por conseguir lo suficiente para comer, debido a lo que podría convertirse en la primera hambruna causada por el cambio climático.

## Cultura
La fiesta más importante en todo el territorio malgache es el 26 de junio, cuando se celebra la independencia de Madagascar. Las costumbres de los malgaches, en especial los del centro de la isla, tienen rasgos comunes con las del sur asiático.
| Fecha                                                | Nombre en español                                        | Nombre local                                                                      | Notas |
| ---------------------------------------------------- | -------------------------------------------------------- | --------------------------------------------------------------------------------- | --- |
| 1 de enero                                           | Año Nuevo                                                | Taom-baovao                                                                       | El primer día del año es feriado en Madagascar. |
| Lunes de Pascua                                      |                                                          | Alatsinain'ny Paska                                                               | La Pascua es el primer domingo después de la primera luna llena de primavera.                                                                                                   |
| 29 de marzo                                          | Conmemoración de los mártires de la sublevación de 1947. | Martioran'ny tolona tamin'ny 1947                                                 | Conmemoración de los mártires de la sublevación que sucedió el 27 de marzo de 1947.                                                                                             |
| 1 de mayo                                            | Día del Trabajo                                          | Fetin'ny asa                                                                      | Tradicionalmente es un día de muchos acontecimientos políticos y sindicales en Madagascar.                                                                                      |
| 25 de mayo                                           | Día de África                                            | Andron'i Afrika                                                                   | Conmemoración de la creación de la antigua Organización para la Unidad Africana (OUA) 25 de mayo de 1963, que fue reemplazada por la Unión Africana (UA) en 9 de julio de 2002. |
| El jueves después de 40 días de Pascua               | Ascensión                                                | Andro niakaran' i Jesosy Kristy any an-danitra                                    | Ascensión de Jesucristo a los cielos. |
| Lunes siguiente al séptimo domingo después de Pascua | Lunes de Pentecostés                                     | Alatsinain'ny Pentekosta                                                          | Descenso del Espíritu Santo entre los apóstoles. |
| 26 de junio                                          | Día de la independencia                                  | Fetim-pirenena                                                                    | Conmemoración de la independencia de la isla de la colonización francesa, el 26 de junio de 1960.                                                                               |
| 15 de agosto                                         | Asunción                                                 | Asompsiona: Andro niakaran' i Masina Maria Virjiny any an-danitra                 | Asunción de la Virgen María. |
| 1 de noviembre                                       | Día de Todos los Santos                                  | Fetin'ny olo-masina na /o Fetin'ny maty (los difuntos)                            | |
| 11 de diciembre                                      | Día de la cuarta república                               |                                                                                   | |
| 25 de diciembre                                      | Navidad                                                  | Krismasy na /o Noely na/o Fetin'ny Noely na/o Andro Nahaterahan'i Jesosy Zazakely | Nacimiento de Jesucristo. |

## Deporte
En Madagascar han surgido varios pasatiempos tradicionales. El moraingy, un tipo de combate cuerpo a cuerpo, es un deporte popular en las regiones costeras.Tradicionalmente lo practican los hombres, pero las mujeres han empezado a participar recientemente. La lucha con ganado cebú, que recibe el nombre de savika o tolon-omby, también se practica en muchas regiones. Además de los deportes, se practica una gran variedad de juegos. Entre los más emblemáticos está la fanorona, un juego de mesa muy extendido por las regiones de las Tierras Altas. Según la leyenda popular, la sucesión del rey Andrianjaka tras su padre Ralambo se debió en parte a la obsesión que el hermano mayor de Andrianjaka pudo tener por jugar a la fanorona en detrimento de sus otras responsabilidades.
Las actividades recreativas occidentales se introdujeron en Madagascar en los dos últimos siglos. El rugby union se considera el deporte nacional de Madagascar. El fútbol también es popular. Madagascar ha producido un campeón mundial de petanca, un juego francés similar a los bolos sobre hierba, muy practicado en las zonas urbanas y en las tierras altas.

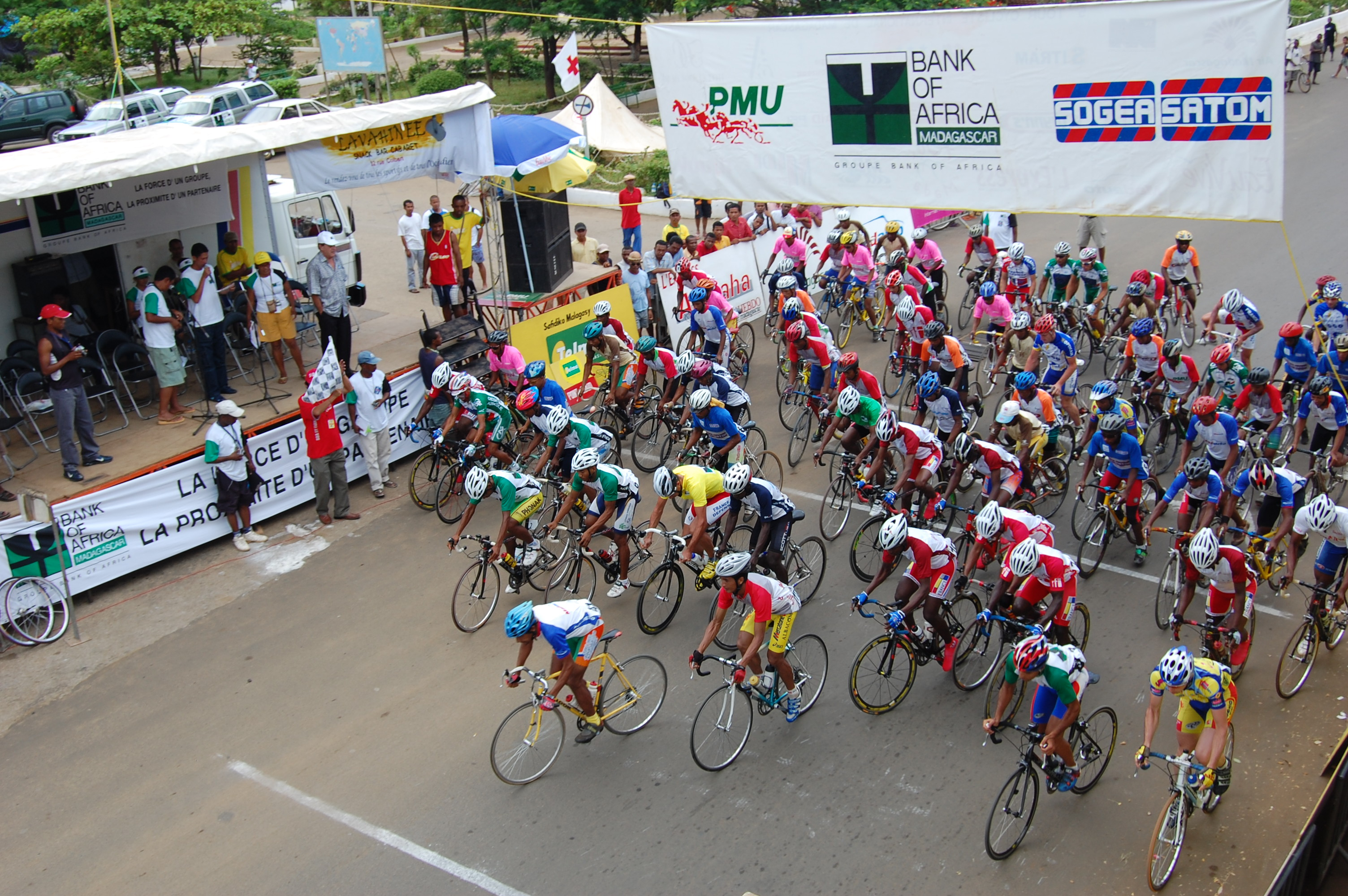
Tour de Madagascar

Los programas de atletismo escolar suelen incluir fútbol, atletismo, judo, boxeo, baloncesto femenino y tenis femenino.Madagascar envió a sus primeros competidores a los Juegos Olímpicos en 1964, y también ha competido en los Juegos Africanos. El escultismo está representado en Madagascar por su propia federación local de tres clubes de escultismo.El número de miembros en 2011 se estimaba en 14.905.
Debido a sus avanzadas instalaciones deportivas, Antananarivo obtuvo los derechos de organización de varios de los principales eventos internacionales de baloncesto de África, como el Campeonato FIBA de África de 2011, el Campeonato FIBA de África Femenino de 2009, el Campeonato FIBA de África Sub-18 de 2014, el Campeonato FIBA de África Sub-16 de 2013, y el Campeonato FIBA de África Sub-16 Femenino de 2015. El equipo nacional de baloncesto 3x3 de Madagascar ganó la medalla de oro en los Juegos Africanos de 2019.